# Lavandière
Pour les articles homonymes, voir Lavandière (homonymie).
 (septembre 2016).
Une lavandière désigne toute femme qui lavait autrefois le linge essentiellement avec des cendres et de l'eau chaude, puis à la main ou au battoir, dans un cours d'eau ou un lavoir. Une lavandière peut donc représenter aussi bien une ménagère active, maîtresse de maison ou employée préposée au service de nettoyage du linge de toutes sortes, qu'une femme exerçant cette profession, reconnue unanimement pour sa dureté, à plein ou mi-temps. Lavandière est un terme provençal et du pourtour méditerranéen, et a été plus largement utilisé depuis la chanson Les Lavandières du Portugal à la fin des années 1950 pour désigner toute femme lavant le linge au lavoir.
Il ne faut pas la confondre avec la laveuse, simple ouvrière qui pouvait être employée à façon par une lavandière ou entreprise de lavage en gros, ou bien faisait profession autonome. Sa fonction consistait à laver le linge grossier ou peu délicat, de clients, le plus souvent les torchons, les grands draps, les robes et habits communs. Une appellation voisine était buandière lorsque l'ouvrière travaillait en buanderie et non en plein air ou sous un toit de lavoir. Dans le midi de France, en Languedoc et Provence, la bugadière est essentiellement l'employée laveuse ou l'entrepreneuse lavandière chargée de la lessive ou buée, pour le compte d'une maison bourgeoise ou de clients occasionnels.
La blanchisseuse, une autre ouvrière agissant comme employée ou pour son compte, s'occupait du linge fin, soit des habits du dimanche, des beaux costumes ou des robes ou habits à dentelles. Les blanchisseuses travaillaient de concert avec une repasseuse, car il fallait avec minutie remettre en forme, en pli, voire empeser, rigidifier ces habits si délicats et si fins de la confection d'autrefois, que seule la haute couture a préservé jusqu'à nous.
Dans le monde paysan, il existait deux grandes buées, grandes bugades ou grandes lessives collectives par an, au printemps et à l'automne.

## Opérations techniques

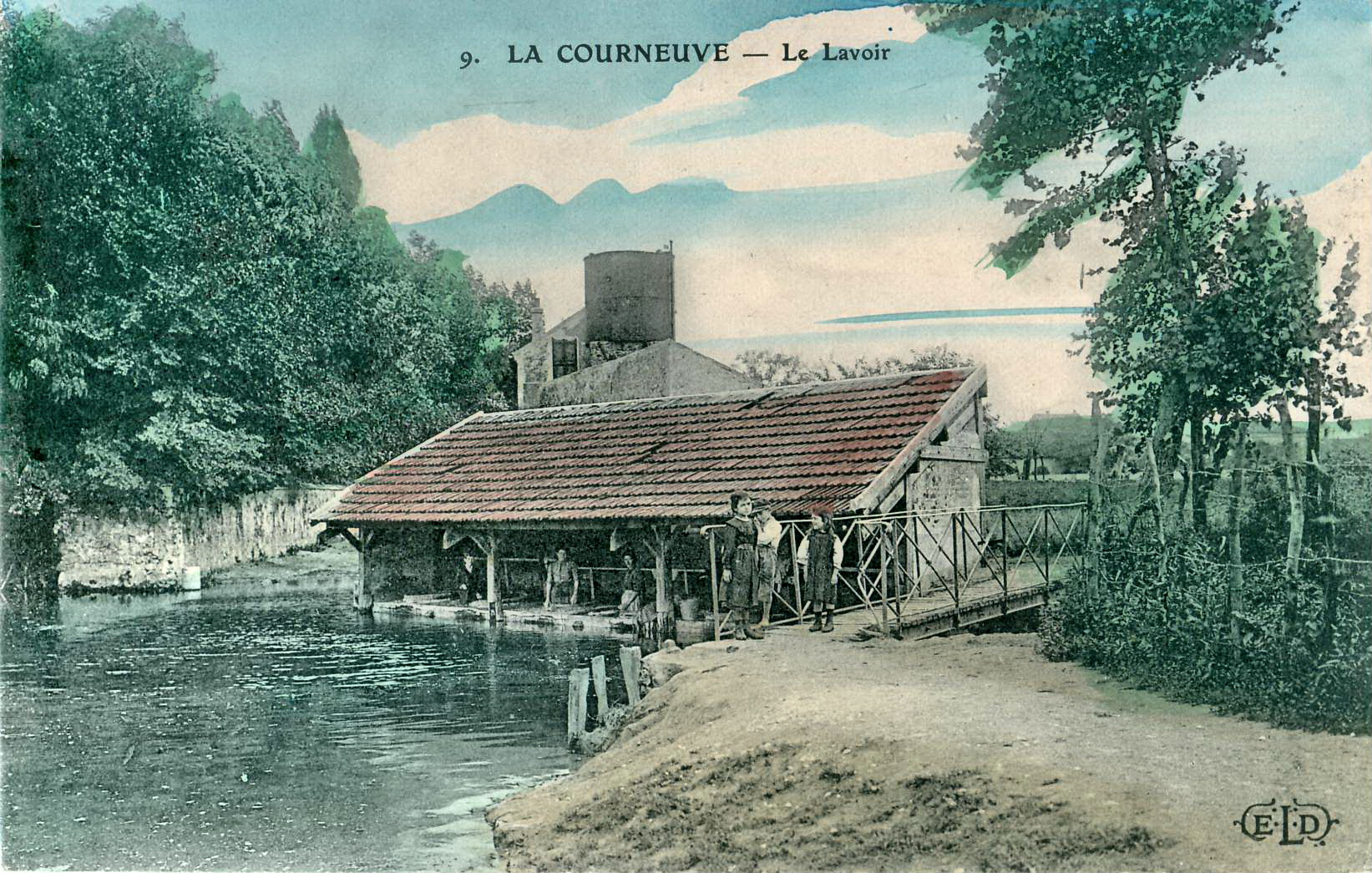
Un lavoir, équipement demandé par les lavandières. Lavoir de La Courneuve sur le Croult début XXe siècle.

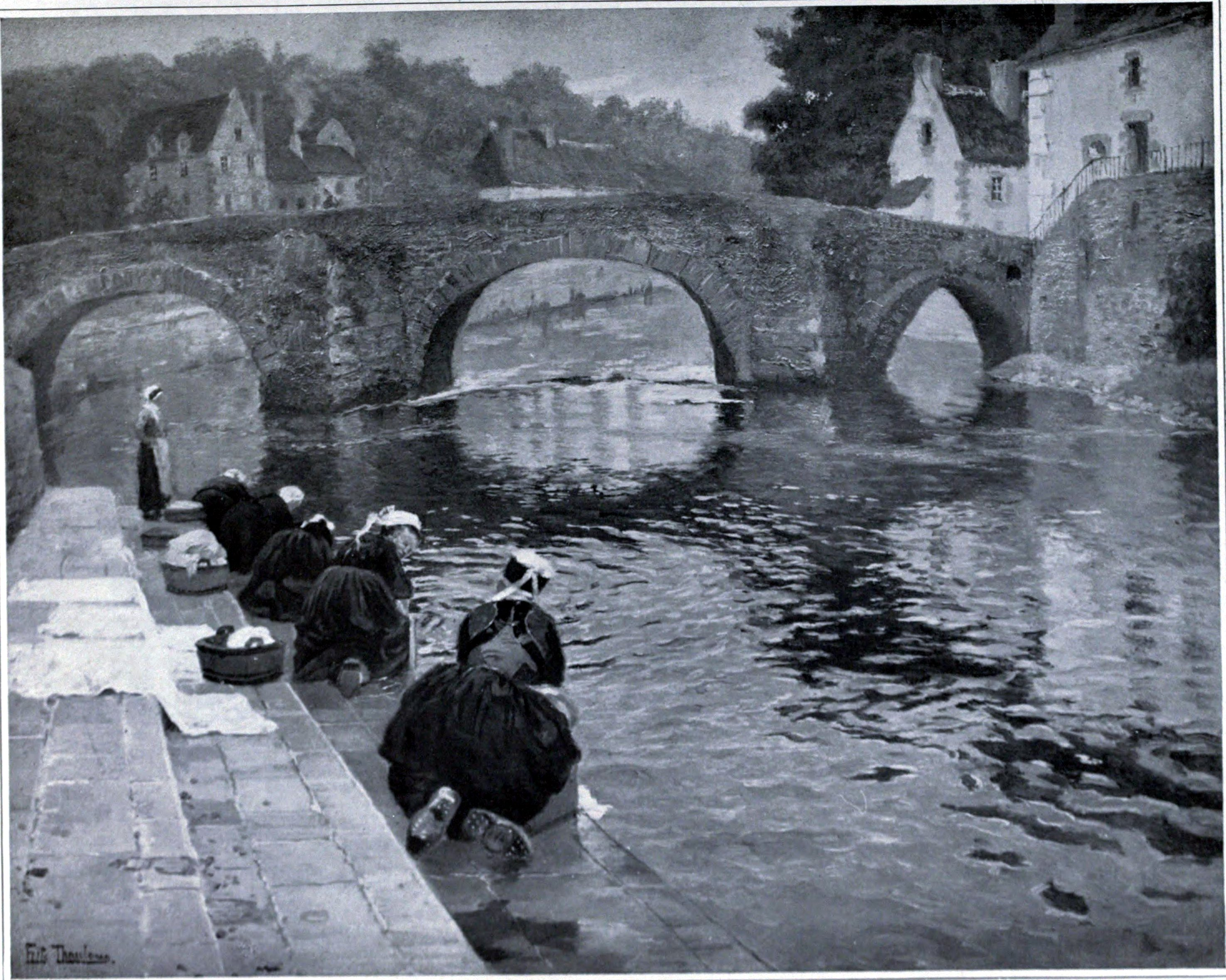
Frits Thaulow, Laveuses accroupies à Quimperlé.

Avant la première opération de trempage, indispensable et préalable est le tri, entre linges fins et grossiers, entre les parties sales et très sales. Les linges fins, objets d'un contrôle de tâches encore plus minutieux, seront parfois prélavés, lavés et chauffés, relavés à part, selon l'estimation de leur résistance aux agressions du lavage commun. Les parties salies ou colorées peuvent être traitées par des techniques spécifiques, par des savonnages méticuleux ou l'addition de certaines substances facilement saponifiables, voire de détachants sélectifs.
Le trempage à l'eau des grands draps de lin ou des habits résistants est la première étape. Parfois, la lavandière transporte sur un bard ou une brouette le linge, pré-trempé par ses soins vers le lavoir, s'il est équipé d'une chaufferie annexe avec du bois. De même, certains travaux de finissage du lavage pouvaient être effectués à la fontaine dont elle préfère la qualité de l'eau. Enfin, certaines maisons importantes possèdent la jouissance d'une fontaine, voire d'eau courante intérieure au XIXe siècle, et des équipements lourds et en conséquence fixes, par exemple de cuveau à buée dit parfois bugadière, de chaudron chauffe-eau pour accomplir la lessive sans dépendre des lieux publics.

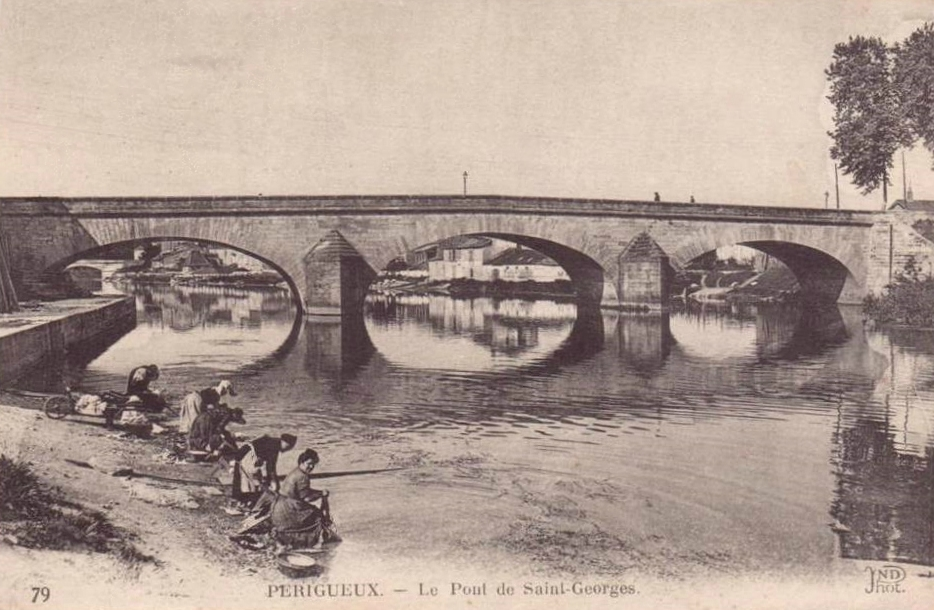
Lavoir improvisé sur la rive de l'Isle à Périgueux

La seconde opération est le chargement du cuvier : les différents linges sont entassés, à commencer par le linge fin, accepté préalablement dans le cuvier commun. La laveuse ou lavandière contrôle à la main la pression de chargement des textiles mouillés. Les derniers linges, placés au sommet, sont des textiles résistants, souvent à base de lin. L'ensemble est recouvert d'une grosse toile, nommée cendrier ou charrier, sur laquelle est étalée une couche de cendres froides.
La troisième opération, dite autrefois précisément buées, consiste à verser de l'eau bouillante sur les cendres. Celles-ci libèrent leurs alcalis, soudes et/ou potasses, solubles dans l'eau chaude qui va descendre et percoler lentement jusqu'au bas du cuvier. Remarquez le gradient thermique le long du cuvier, nullement ignoré par la lavandière, qui contrôle au toucher ou à l'œil, l'avancée de sa lessive, qui doit être suffisamment chaude même au point le plus bas. Il faut attendre que la lessive s'écoule par un trou ménagé à la partie inférieure du cuvier. L'opératrice récupère cette eau de percolation, ou première lessive plus ou moins chaude, la réchauffe sur la chaudière, puis la verse une nouvelle fois. elle attend à nouveau la fin de cette seconde percolation ou lessive.

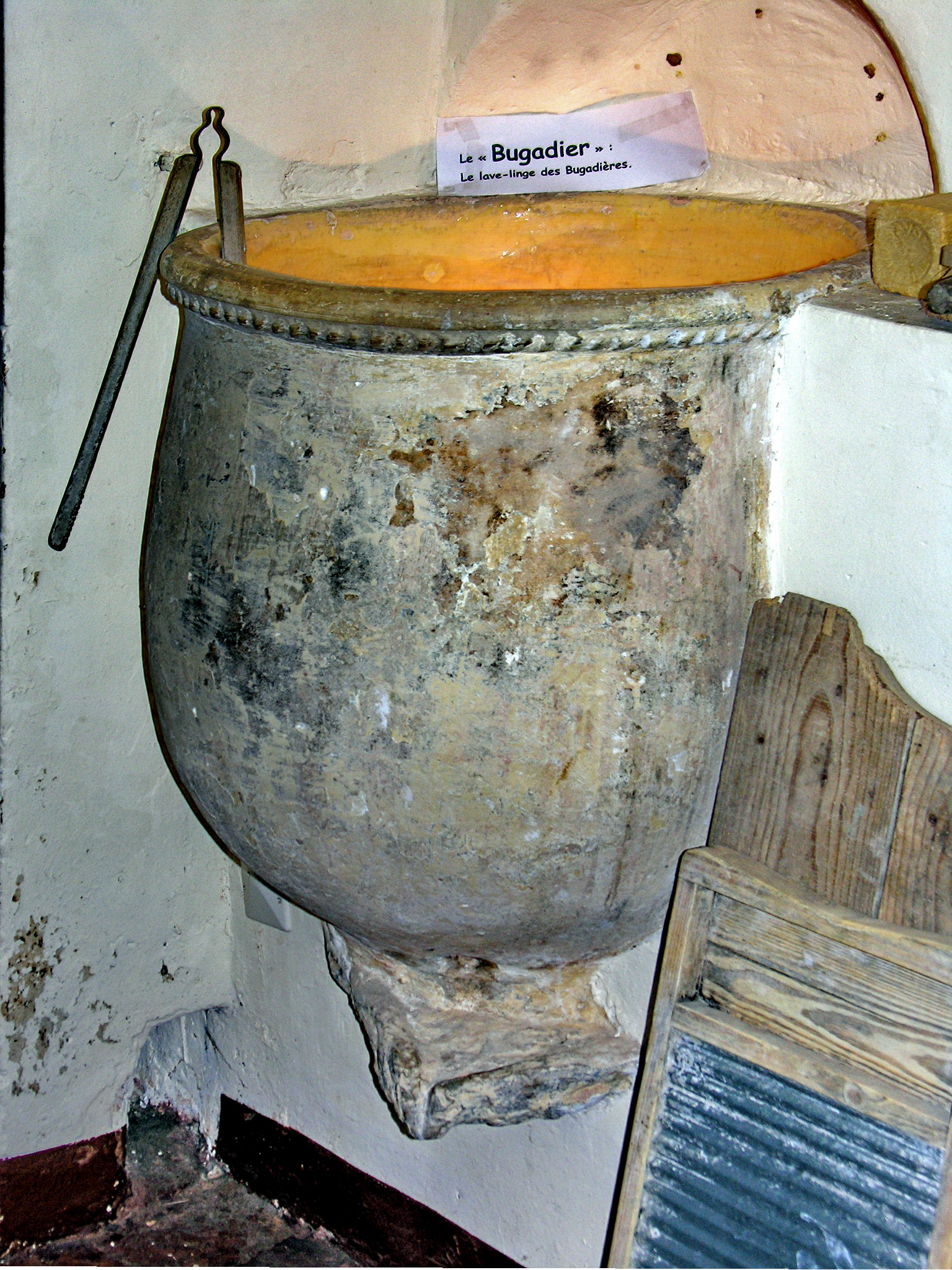
Bugadier ou jarre, cuvier immobile à lessive des bonnes maisons

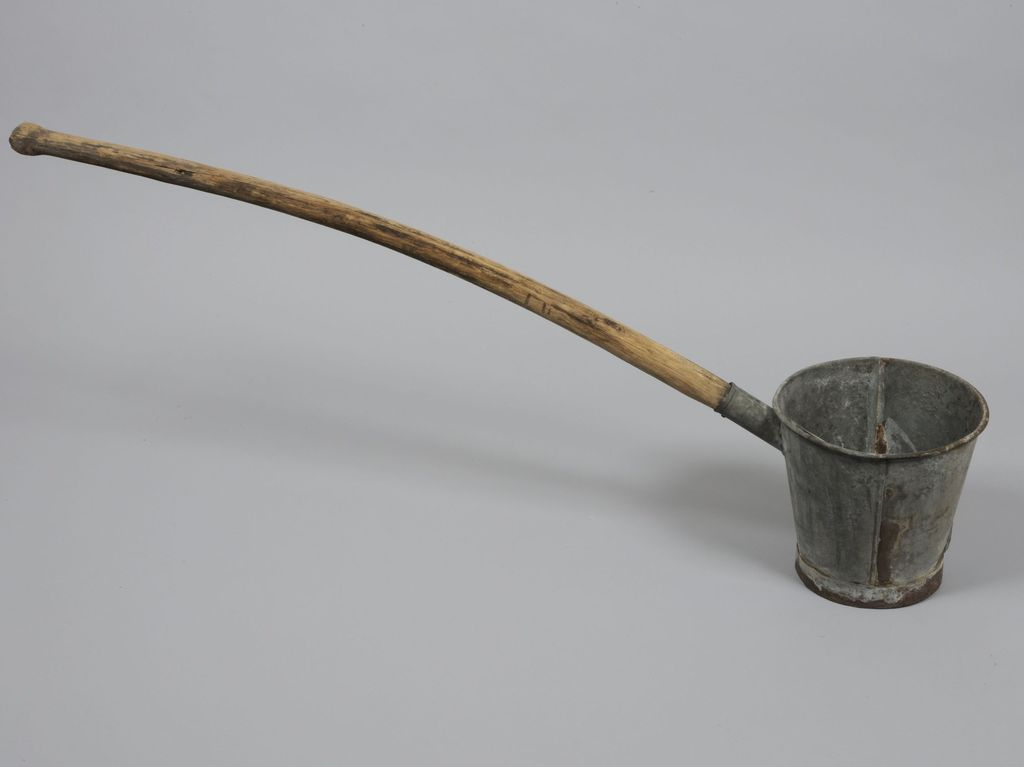
seau verseur d'eau (chaude)

La quatrième opération consiste au lavage des linges retirés du cuvier, à l'eau courante et propre de la fontaine ou du simple ruisseau, de la rivière ou mieux au lavoir à eau courante équipé par la collectivité et souvent couvert au XIXe siècle. Avec une brosse, la lavandière frotte le linge sur sa planche à laver, long support plat en bois munis de rainures. Elle le frappe avec son battoir. Il s'agit de mouvoir et utiliser la moindre parcelle de savons, solubilisant les graisses et les poussières, produits in situ de la saponification qu'elle vient de conduire avec succès au cours de la précédente étape. Ainsi le lin écru, à force de lavages répétés, devient blanc.
Autrefois souvent protégée et accroupie dans une caisse garnie de paille, appelée aussi « garde-genoux » ou sur le bord incliné du lavoir ou encore sur une pierre plate, elle se saisit du linge placé dans le bac à linge à son côté et le plonge dans la rivière, dans la source ou la fontaine en contrebas, les plus modestes lavandières paysannes les genoux protégé par des houseaux à même le sol dans la mare éloignée après un transport parfois long. À la Belle Époque, les lavandières ou les ménagères plus fortunées ont la possibilité d'ajouter des paillettes de savons ou de sur-frotter avec du gros savon de Marseille.
L'étape décrite comporte un rinçage sommaire et une vérification de propreté ou de blancheur. Elle jette le linge dans l'eau, le rince, l'examine, puis le frotte à nouveau avec des tampons mouillés contenant de la cendre, le rince et le tordait en le pliant plusieurs fois. Elles utilisent également d'autres techniques de lavage, impliquant l'usage de baquets et lessive.

La cinquième opération est l'essorage du linge, notamment en le tordant (drap ou linge grossier) ou le comprimant de diverses manières. Elles le battent parfois avec un battoir en bois afin de l'essorer le plus possible.

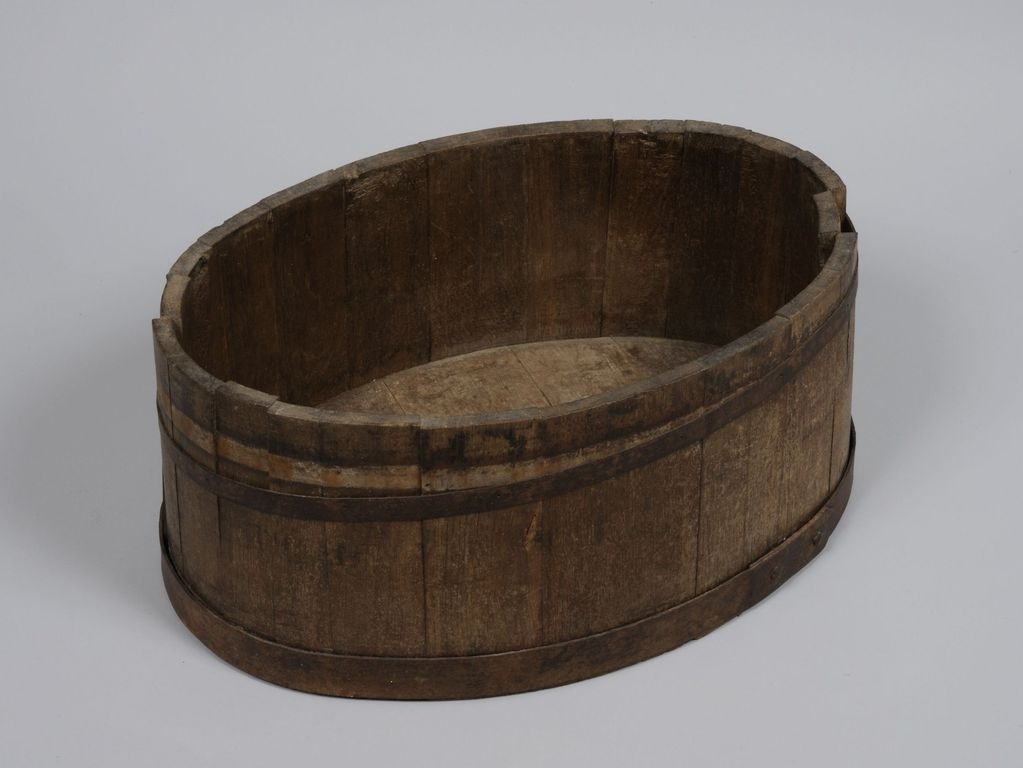
Bac à lessive ou cuveau (cerclage supérieur défectueux)

Finalement elles placent le linge essoré, mais encore humide dans un panier ou une brouette pour l'amener vers le lieu de séchage.

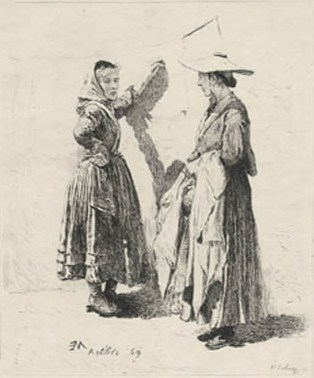
Séchage : deux lavandières d'Antibes en causette

Le séchage correspond à la sixième étape, il nécessite des espaces appropriées. La septième phase est le pliage et l'arrangement ou pose dans les paniers ou ballots pour le livrer.

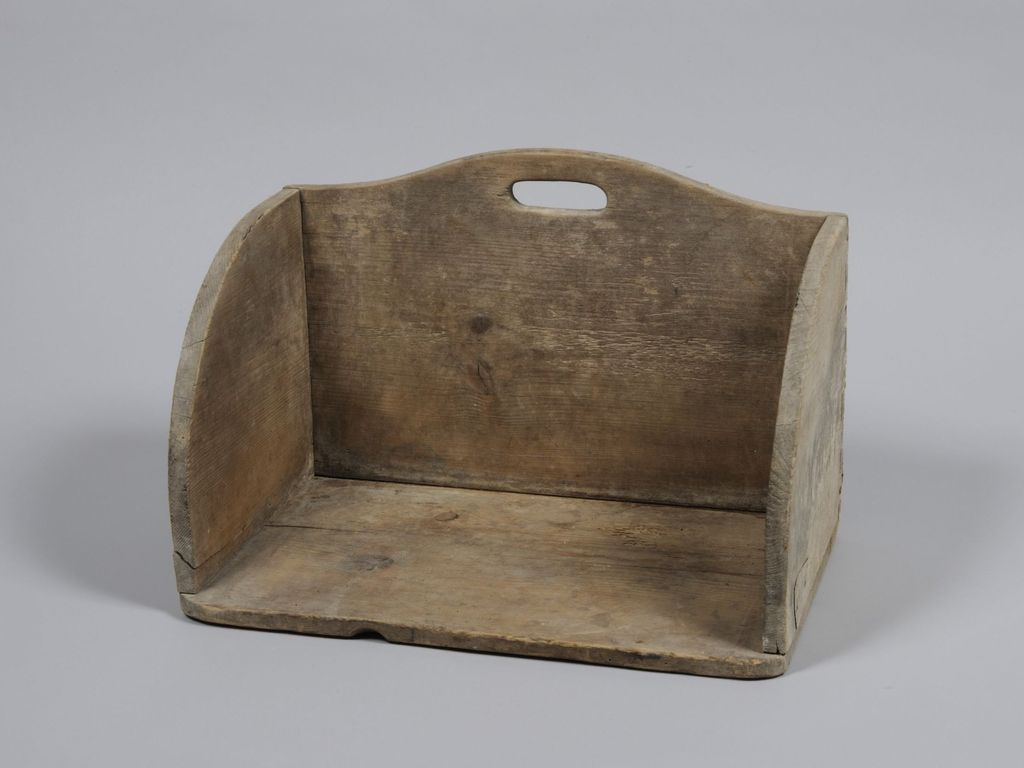
Un char ou carrosse, Musée de Champlitte

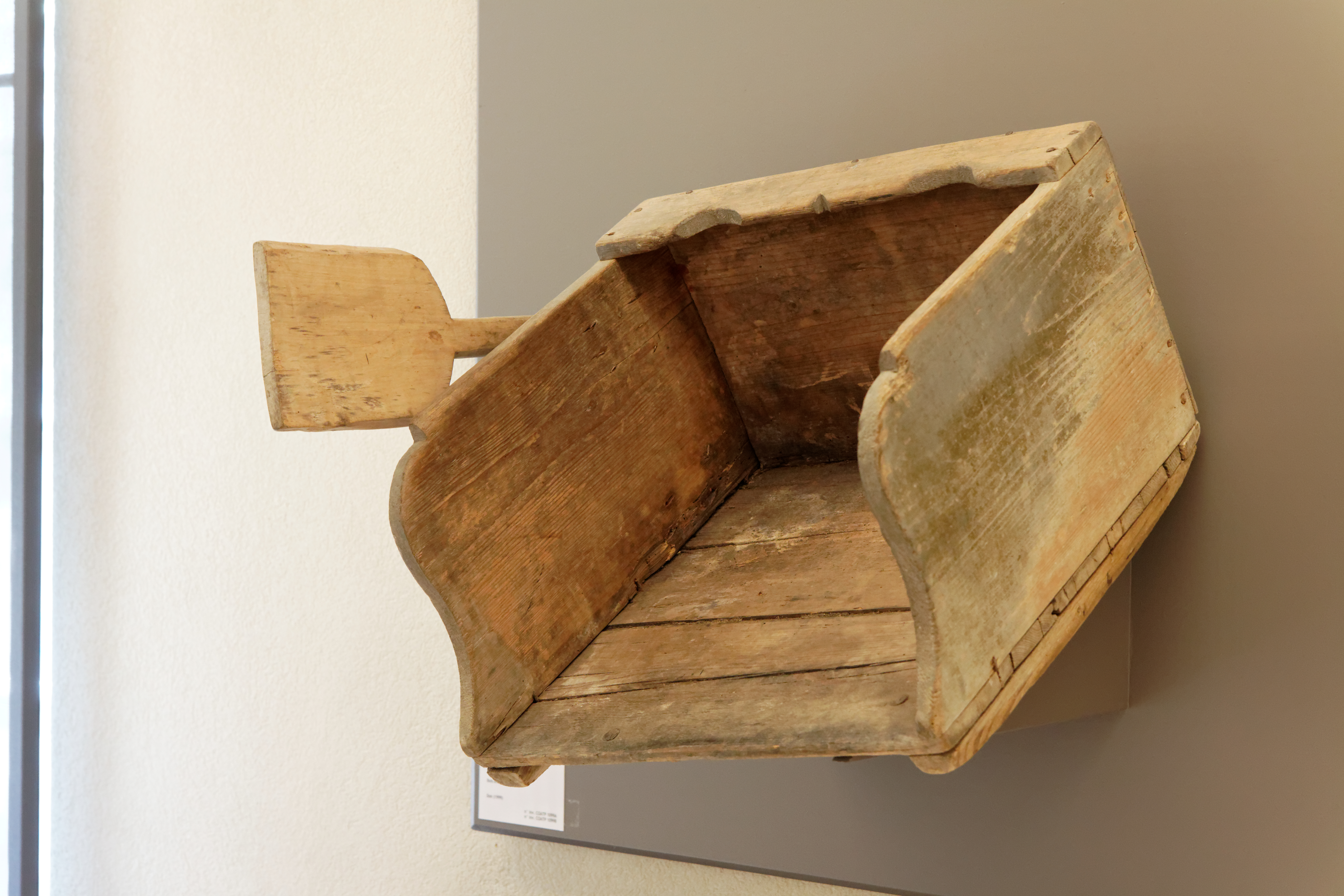
Deux emblèmes de lavandière en pays ligérien : un char ou cabasson, un battoir

Les lavandières disposent de différentes brouettes pour le transport et la collecte du lourd linge humide. Elles peuvent utiliser des bards à deux porteuses ou alors apporter le linge sec en ballot et paniers d'osiers, le rapporter avec plus de difficulté une fois essoré. Elle doit parfois apporter son bois de chauffe ou ses fagots, voire plus rarement son charbon si le lavoir collectif n'en dispose pas ou n'en fournit pas à titre gratuit ou onéreux. Ses ustensiles de base sont, outre le cuvier à lessive et d'autres cuveaux mobiles de taille plus modestes selon l'ampleur de la lessive à accomplir, des gammes de seaux et/ou de cuve ou cuveaux de chauffage, différents bacs ou baquets à linge fabriqués par le tonnelier. Il faut ajouter des ustensiles verseurs d'eau chaude parfois en métal ou fer blanc au XIXe siècle. S'il n'y a pas de lavoir aménagé, elle emmène sa caisse à laver ou garde-genoux, encore nommée de façon dérisoire le char de lavandière, le « carrosse » dans le nord de la France jusqu'aux confins bourguignons et vosgiens, la charrette à laver, le cabasson en pays de Loire… car cet équipement en bois était conçu selon les besoins de la lavandière par le charron.
Ainsi, en toutes saisons, une lavandière ou blanchisseuse de ville devait d'abord apporter et rapporter le linge au bord d'un cours d'eau ou dans un lavoir ou un bateau-lavoir public ou privé. Après la lessive, elle devait ramener le linge sec à ses propriétaires.

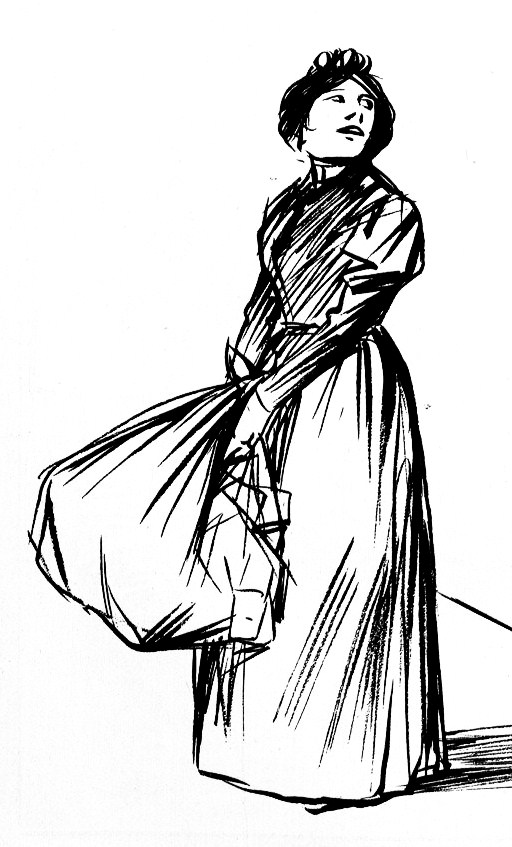
Blanchisseuse emportant le linge à laver, par Jean-Louis Forain en 1898.

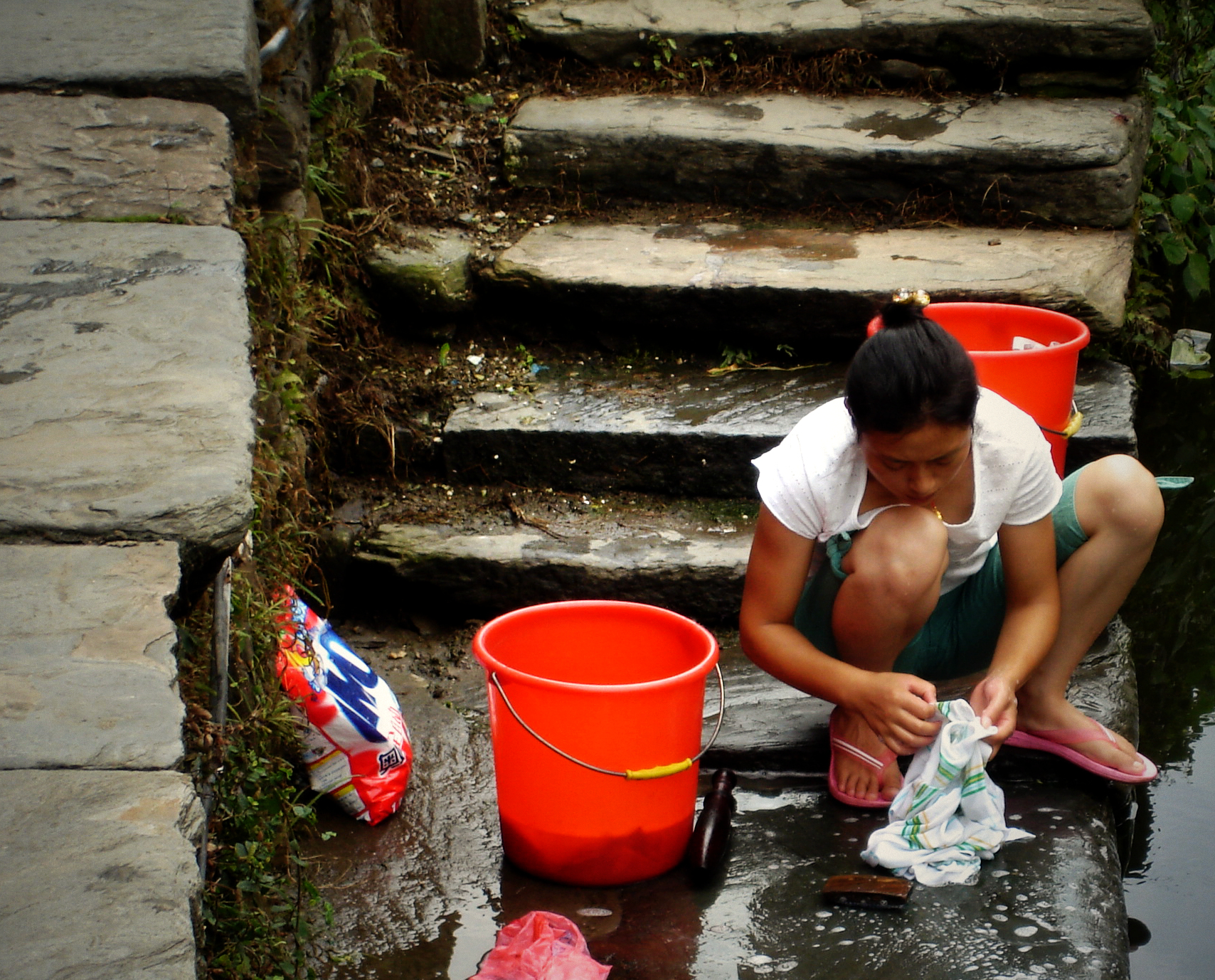
Lavandière en extérieur. Juin 2017.

## Travail et conditions de vie des blanchisseuses à Paris

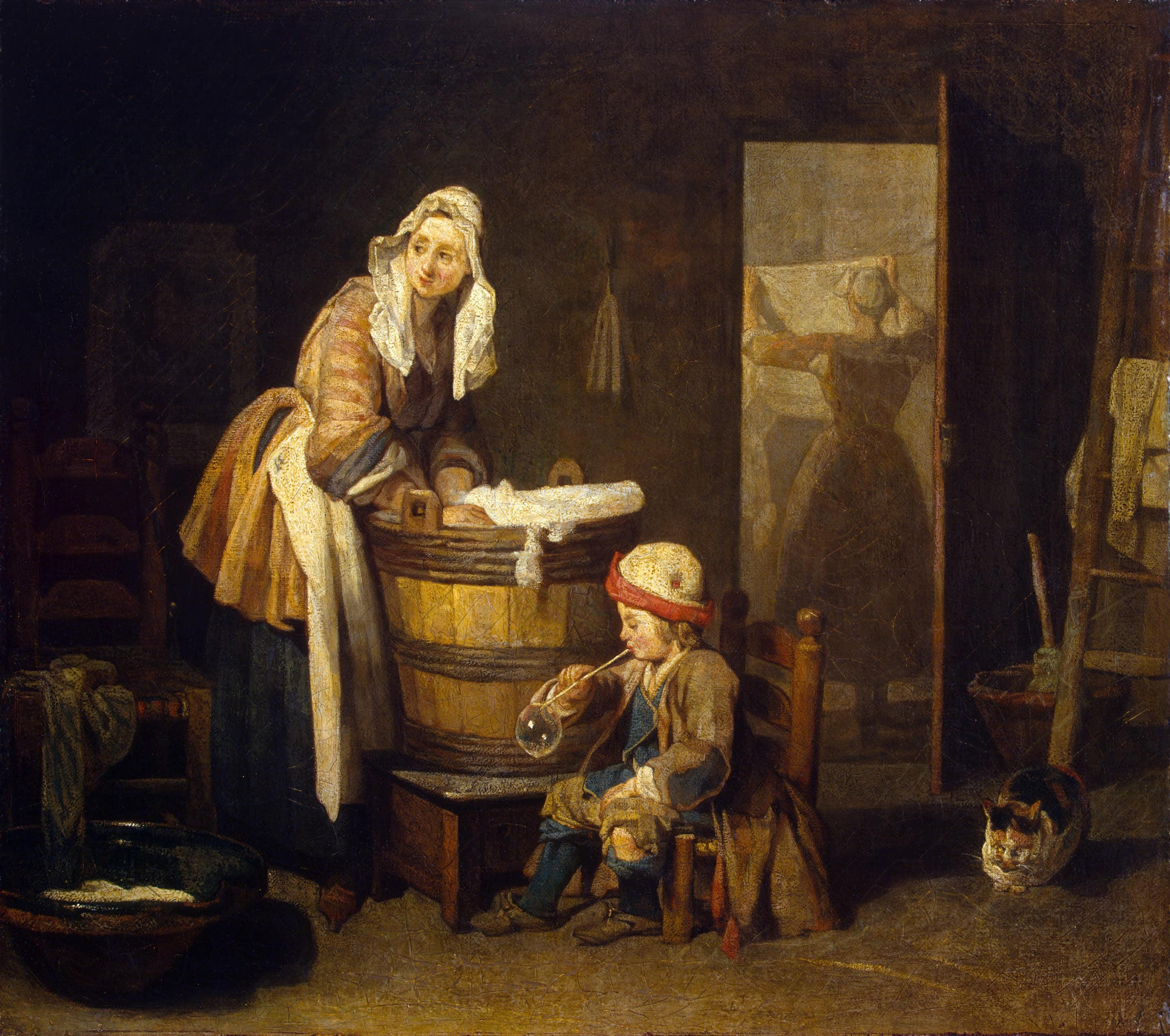
La Blanchisseuse et son cuvier peinte par Chardin vers 1730.

Durant très longtemps la corporation des blanchisseuses est très importante. À Paris, elles travaillent dans des dizaines de lavoirs et bateaux-lavoirs, appelés également bateaux lessives. Ces bateaux sont amarrés sur la Seine ou le canal Saint-Martin.
Un rapport de la chambre syndicale des blanchisseurs adressé vers 1880 au ministère de l'intérieur évalue à 104 000 personnes la population que le blanchissage fait vivre à Paris. Il y a parmi elles 94 000 femmes et 10 000 hommes, soit presque 10 femmes pour un homme.
En 1885, E. Robichon écrit que : « La blanchisseuse parisienne est soigneuse de sa personne et c'est une exception d'avoir à signaler chez elle des négligences de costumes et de propreté. Elle est gaie, babillarde ».
En 1890, Auguste Vitu décrivant un lavoir à Paris, souligne le caractère joyeux et vivant des blanchisseuses :
À l'angle nord-ouest de la rue de l'Hôtel-Colbert et de la rue de la Bûcherie, on voit s'élever au-dessus des maisons une monumentale rotonde terminée en coupole. Plongeant notre regard par la porte cochère de la maison qui porte le numéro 13 sur la rue de la Bûcherie, un spectacle curieux nous attend. Devant nous une sorte de cloître à arcades ogivales renferme le bruyant et joyeux personnel d'un lavoir, qui s'intitule le lavoir Colbert.
Les blanchisseuses sont très importantes par leur nombre et aussi par leur présence quotidienne dans la rue. Car elles lavent mais aussi cherchent le linge sale et livrent le linge propre. Le linge transporté et leur habit permet de les identifier. Voir ainsi passer de nombreuses femmes et jeunes filles seules transportant du linge fait rêver, voire fantasmer, plus d'un homme sur leur passage. Qui leur attribue des exploits sexuels et une réputation de filles faciles qui relève très probablement de l'imaginaire.
En témoigne le jadis célèbre poème de Charles Monselet Les Petites Blanchisseuses souvent évoqué par les journalistes dans leurs articles parlant de la Fête des Blanchisseuses. De ce poème grivois, ils ne citent jamais que le premier quatrain, qui ne laisse pas entrevoir la suite. Dès le deuxième quatrain, le ton devient plus érotique, voire explicite à la fin.

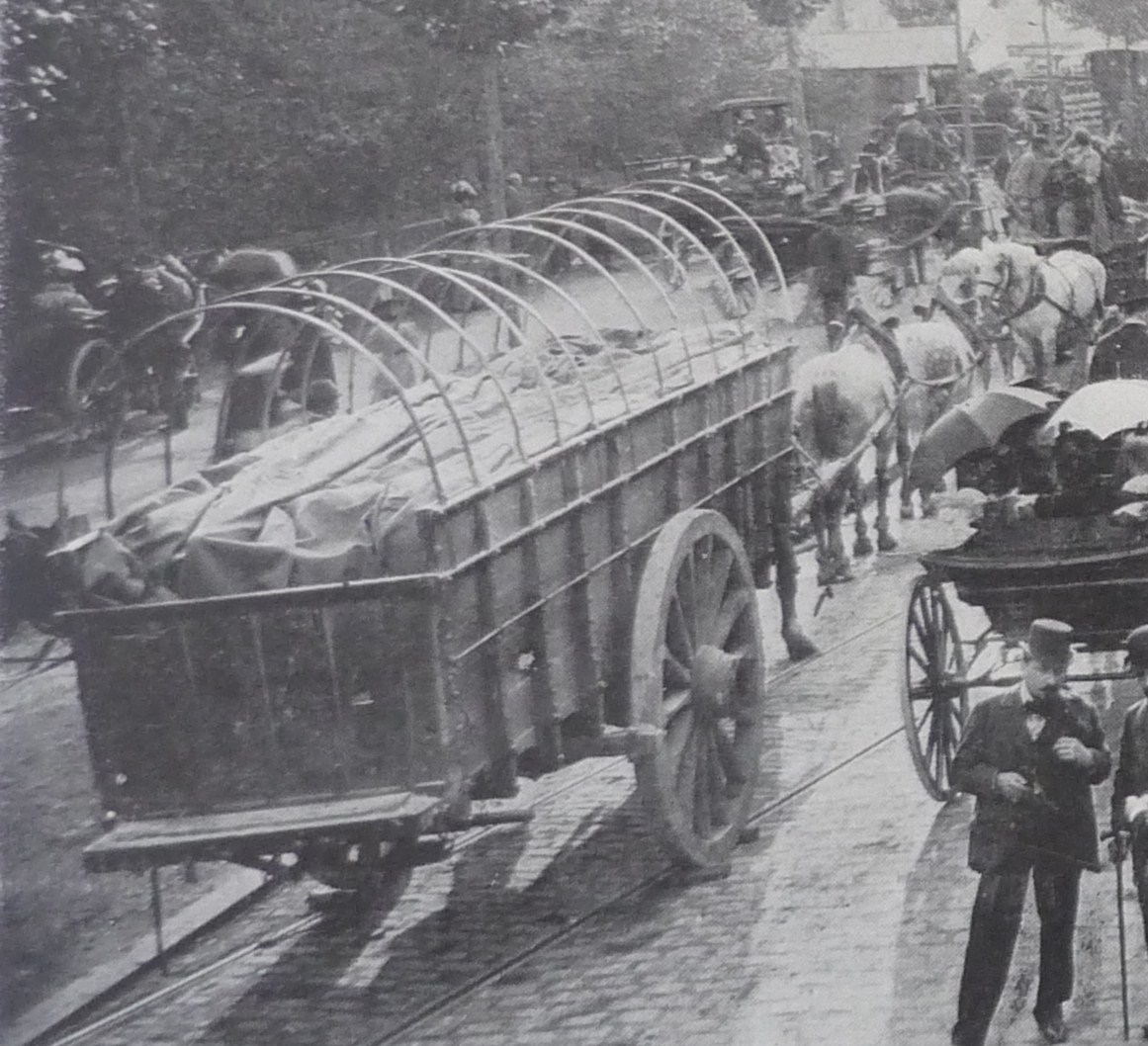
Voiture de blanchisseuse photographiée en 1896 au pont de Sèvres à Paris.

En 1868, Adrien Marx, pour Le Petit Journal parle des blanchisseuses :
Vous avez certainement remarqué comme moi les voitures de blanchisseuses que la banlieue nous expédie tous les jours et qu'on voit stationner à Paris devant la porte des maisons.
Ce sont, pour la plupart, d'énormes carrioles à deux roues recouvertes d'une bâche qui protège les paquets de linge contre les intempéries de l'air.
Le cheval qui traîne cette cargaison immaculée est généralement dirigé dans les rues par une grosse femme dont les façons sont légèrement brusques… Observez la commère, lorsqu'elle ravive par un coup de fouet l'énergie défaillante de son vieux bidet. Ses traits se contractent, son visage prend une physionomie virile, et sa bouche lâche un Hue ! qui fait trembler les vitres d'alentour.
Eh bien ! ne vous y trompez pas : ces luronnes sont presque toutes d'excellentes mères de famille cachant sous la rudesse de leur allure des sentiments exquis, un cœur d'or et de précieuses qualités, dont beaucoup de belles dames sont dépourvues,
Elles ne craignent pas, j'en conviens, de laisser voir leurs chevilles empâtées quand elles quittent ou gravissent le haut marchepied de leurs carrosses. La peau de leurs bras hâlée par le grand air et les vagues du fleuve n'a aucune analogie avec le satin, et leurs doigts macérés dans l'eau de savon manquent de la distinction et de la grâce inhérentes aux mains des duchesses. Mais les blanchisseuses de la campagne ont d'autres avantages…
Les artistes, peintres et poètes, ont souvent embelli l'image de ces femmes du peuple, en les présentant dans un cadre romantique et des paysages magnifiés. En fait, leur condition sociale et matérielle était dans la plupart des cas difficile : les femmes devaient, tout en lavant, s'occuper de leurs plus jeunes enfants. Certaines exerçaient parallèlement l'activité de nourrice. Leurs mains étaient très souvent abîmées pour avoir trempé trop longtemps et trop fréquemment dans l'eau très chaude ou au contraire dans l'eau parfois glacée des lavoirs.
Les blanchisseries ont pris la relève de cette activité, et la généralisation de l'eau courante dans les habitations, puis la généralisation de l'emploi des machines à laver, ont définitivement fait disparaître ce métier pénible au milieu du XXe siècle.

## Les lavandières à Nantes

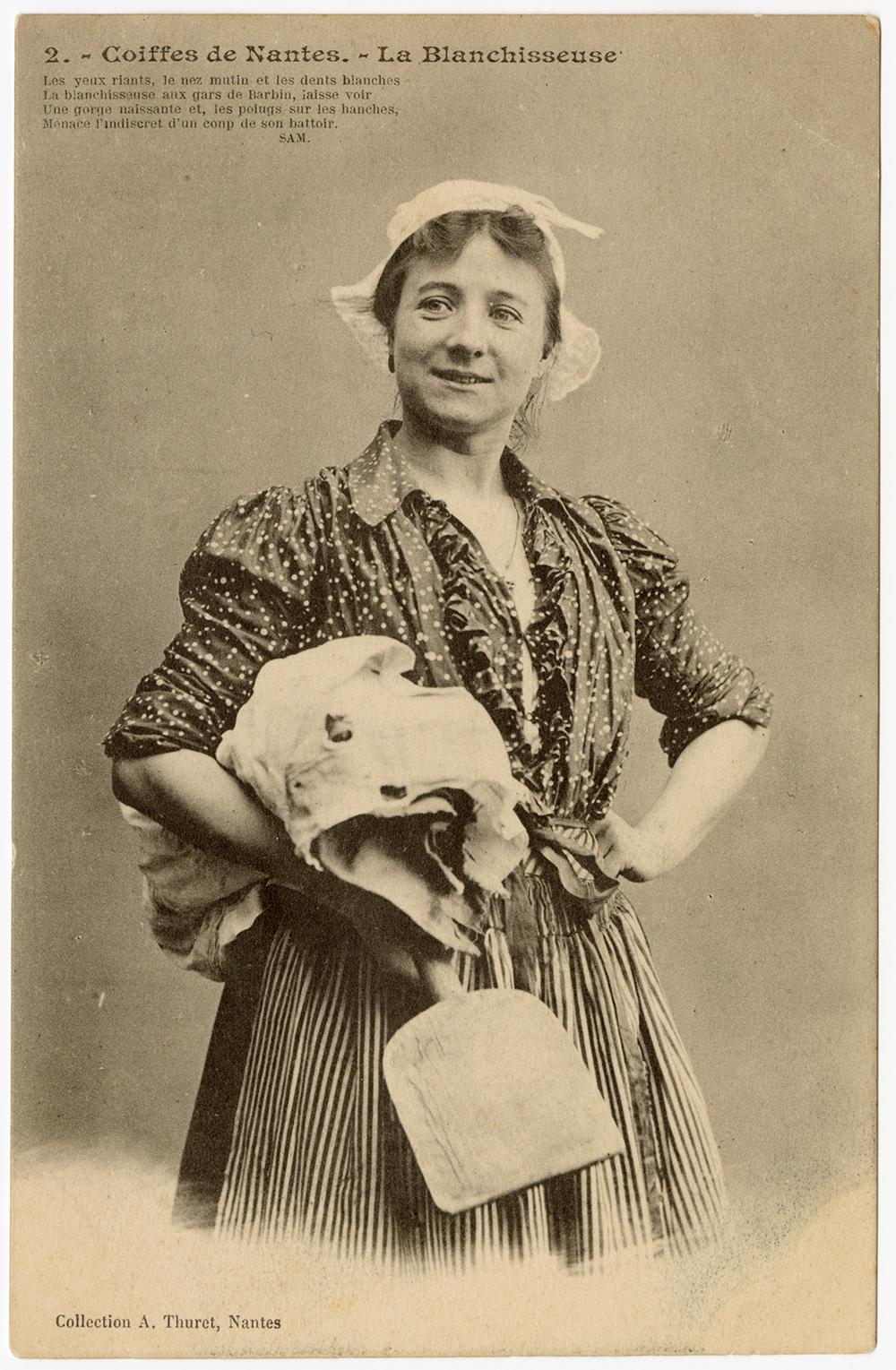
Carte postale représentant une blanchisseuse de Nantes entre 1881 et 1903.

L'activité des lavandières ou des blanchisseuses à Nantes est documentée pour la période de la fin du XVIIIe siècle jusqu'à la fin des années 1960. Cette activité couvre différentes pratiques : les ménagères qui lavent leur propre linge, les journalières qui travaillent pour une maison bourgeoise, et enfin les indépendantes qui ont des « pratiques », c'est-à-dire des clients réguliers.
Elle prend son essor dans une ville où les fontaines et lavoirs de terre ferme correctement équipés sont insuffisants.
En 1842 un arrêté préfectoral définit des normes pour uniformiser la construction des bateaux-lavoirs, concernant leur largeur (5,50 m), leur longueur (14,30 m), l'aspect de la toiture (en zinc ou en bois) et des règles de disposition des fourneaux pour prévenir les risques d'incendie.
Les lavandières sont des figures de la culture populaire : décrites comme des fortes personnalités au langage familier, l'une d'elles devient Reine de la ville le temps de la Mi-Carême.

### Localisation
Les bateaux-lavoirs sont localisés sur les quais de la Loire, de l'Erdre, à Barbin et près de l'île de Versailles, et également sur les quais de la Sèvre à la Grenouillère. L'activité sur la Loire est marquée par le phénomène des marées .

### Évolution
En 1780 les lavandières font vivre environ cent familles . En 1813, on compte quatre-vingt onze bateaux à laver, en 1842 une cinquantaine. En 1860, on dénombre six cents à sept cents femmes travaillant dans les bateaux-lavoirs . Enfin en 1837, à l'apogée de la profession à Nantes, une centaine de bateaux offrent environ 1700 postes de travail.

### Déclin de l'activité
Dès 1860, l'inauguration des bains lavoirs publics quai Baco constitue une première étape dans le déclin des bateaux-lavoirs . Leur nombre va progressivement baisser au cours du vingtième siècle, notamment par l'achèvement du réservoir de la Contrie en 1904, l'augmentation du nombre de lavoirs bien équipés (3 en 1908, 7 en 1927), l'apparition des « lessiveuses de ménage » et les comblements de l'Erdre dans l'entre-deux-guerres. Après la Seconde Guerre mondiale, c'est la généralisation de l'eau courante et l'usage du lave-linge électrique qui conduisent à la réduction du nombre de bateaux-lavoirs. Les derniers bateaux-lavoirs de l'Erdre ferment entre 1963 et 1968.

## La Fête des Blanchisseuses
À la Mi-Carême jadis, les blanchisseuses de Paris élisaient des Reines, se costumaient, faisaient la fête et défilaient dans la rue.
On appelait cette fête la Fête des Blanchisseuses, le cortège des lavoirs, ou encore la Fête des grenouilles, en référence à l'eau omniprésente au lavoir.
C'était, avec la Promenade du Bœuf Gras un des deux grands moments du Carnaval de Paris.
Après une éclipse d'une soixantaine d'années, cette fête créée par les blanchisseuses est reparue depuis 2009.

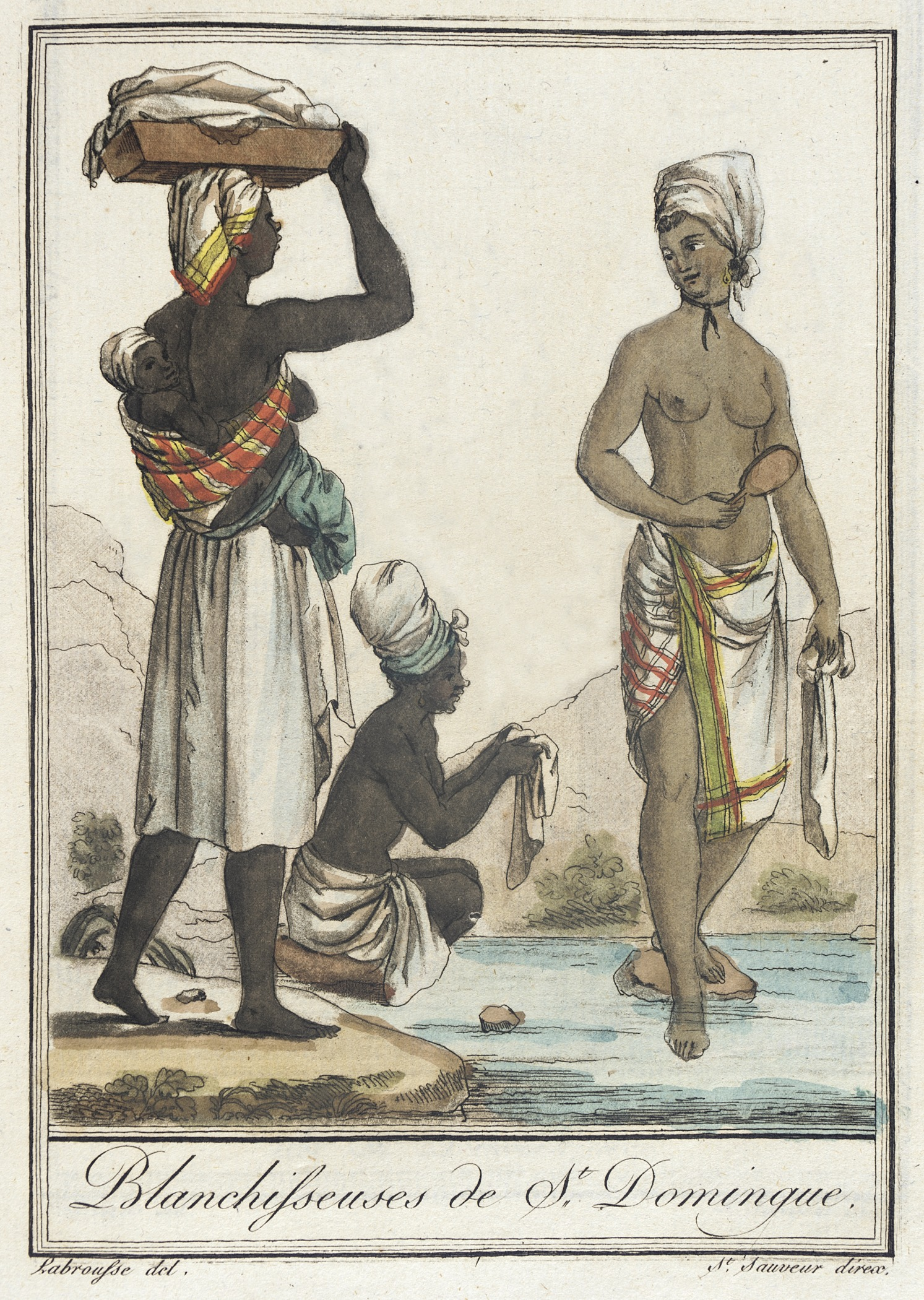
Blanchisseuses de Saint-Domingue.

## Lavandières célèbres
- Catherine Ségurane est une « bugadiera » du XVIe siècle, qui s'illustra en montant aux créneaux du bastion Sincaïre, à Nice, pour assommer avec son battoir à linge un porte-étendard ottoman avant de lui arracher son drapeau.
- La Mère Denis, de son vrai nom Jeanne Marie Le Calvé, née en 1893 était, dans les années 1970, une des dernières lavandières authentiques ayant exercé de 1944 à 1963. Au cours des années 1970, elle devint célèbre en étant l'emblème des publicités pour la marque de machines à laver Vedette.
- Princesse Angeline

## Les bateaux-lavoirs de Laval
La ville de Laval possède deux des derniers bateaux-lavoirs conservés au monde : le Saint Julien et le Saint Yves. Risquant de couler, ils ont dû être mis hors d'eau l'un et l'autre. Le Saint Julien, construit en 1904, en activité jusqu'au tout début des années 1970, devenu musée en 1985, a été classé monument historique en 1993. Sa restauration terminée en 2013, il a été remis à l'eau quai Paul Boudet, sur la Mayenne, dans le centre-ville de Laval le 17 octobre 2013. 2016 A ce jour[Quand ?], Le Saint Yves n'a toujours pas été restauré.

## Dans les arts et la littérature

### Dictons
- (Vivaro-alpin de l'Ubaye) Quan la fréma ven d'oou riéou mangearié soun ômme viéou[26] : Quand la femme vient du torrent, elle mangerait son homme "en vie" (Quand la femme vient de laver le linge, elle a grand appétit).

### Chansons et danses

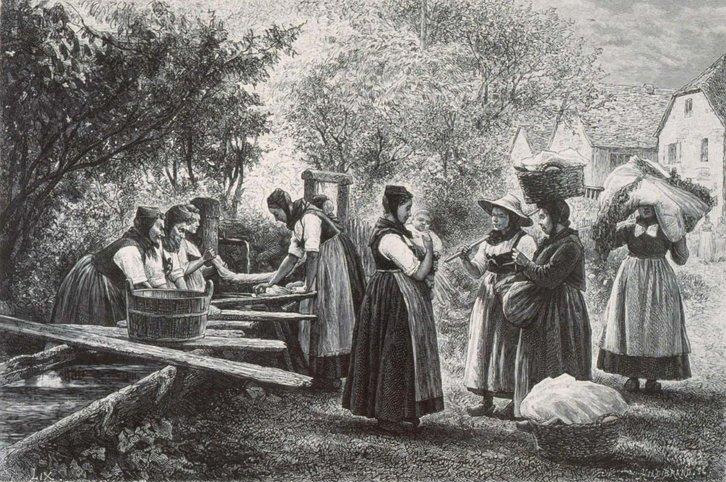
Des lavandières à la fontaine autrefois à Metzeral en Alsace

- La Bugade : CD, Didier Oliver, Jean Foussat, Michael Foussard, Musique de gascogne
- Jour de lessive, Gaston Couté, Interprétation Gabriel
- Les Lavandières du Portugal, chanson du film homonyme, paroles Roger Lucchesi, musique André Popp, interprétée par Luis Mariano (1955).

### Peinture
Esquisses et tableaux de lavandières, laveuses, blanchisseuses, ménagères ou paysannes à la buée sont innombrables. Il s'agit d'un thème de travail décliné au féminin, mais aussi propice aux multiples regards de l'homme oisif peintre.

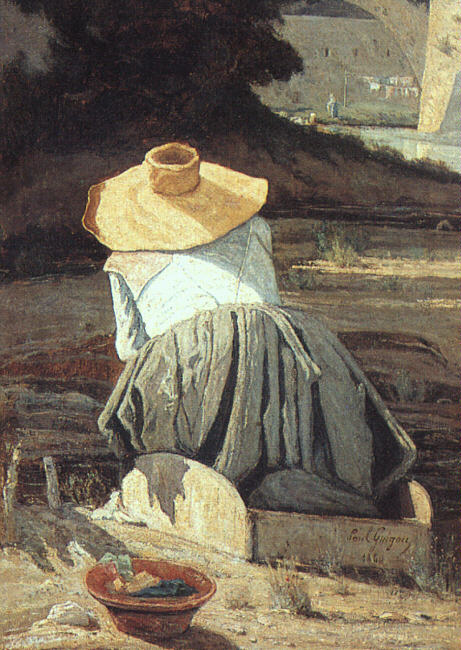
Un travail à genou.. peint par Paul Guigou
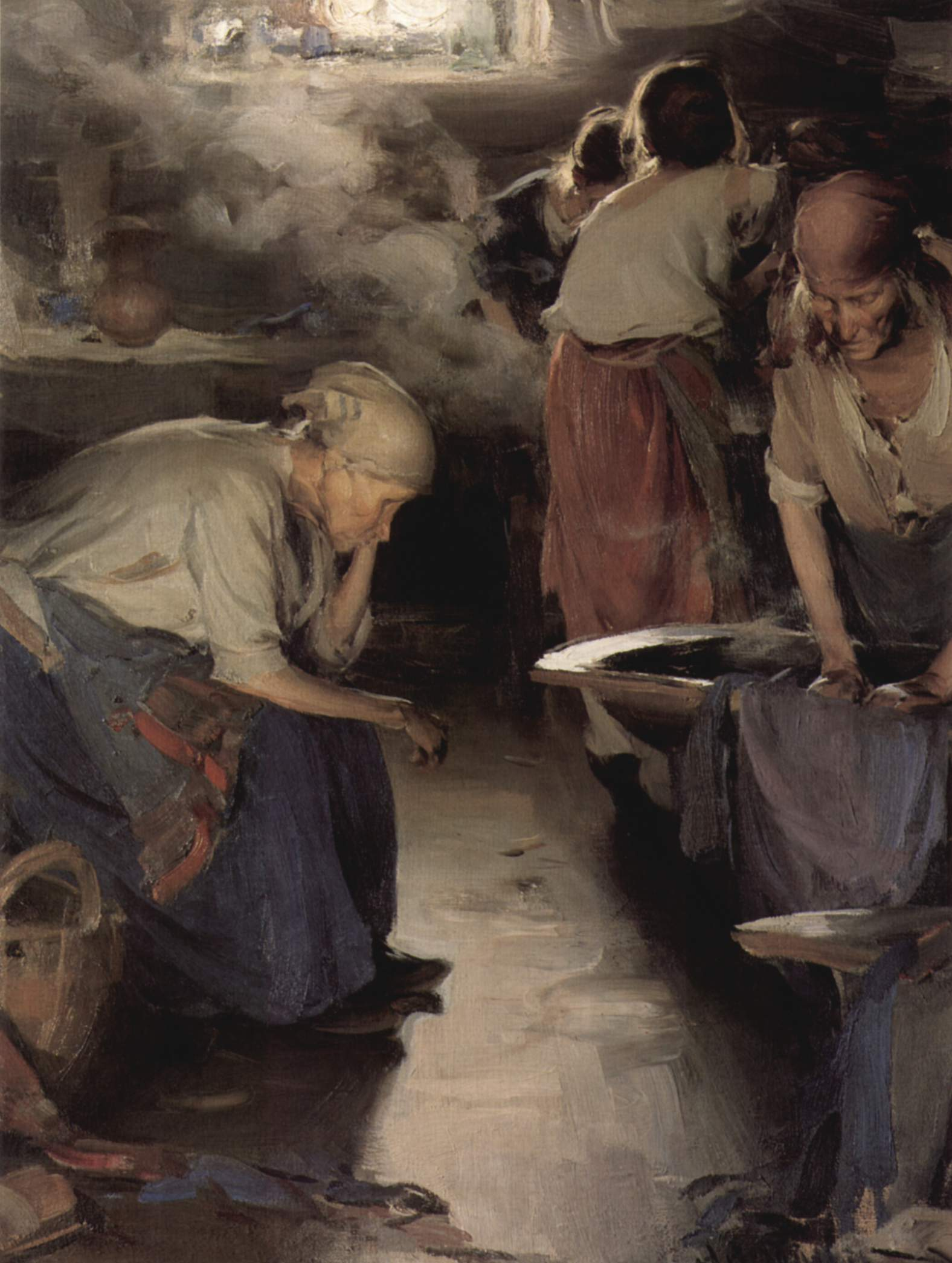
Travail souvent long et fatigant…, peint par Arkhipov
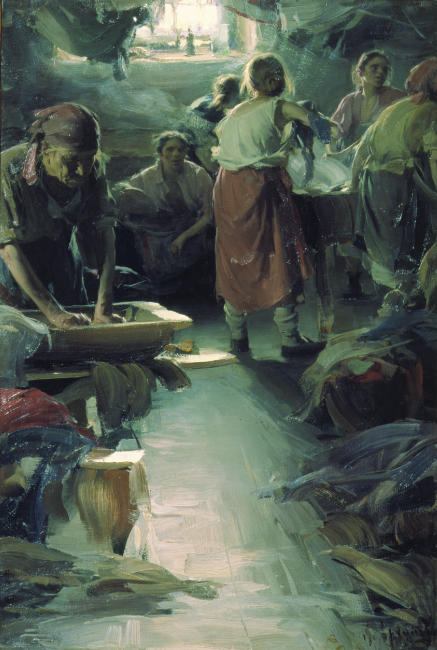
dans une atmosphère chaude et humide, peint par Arkhipov
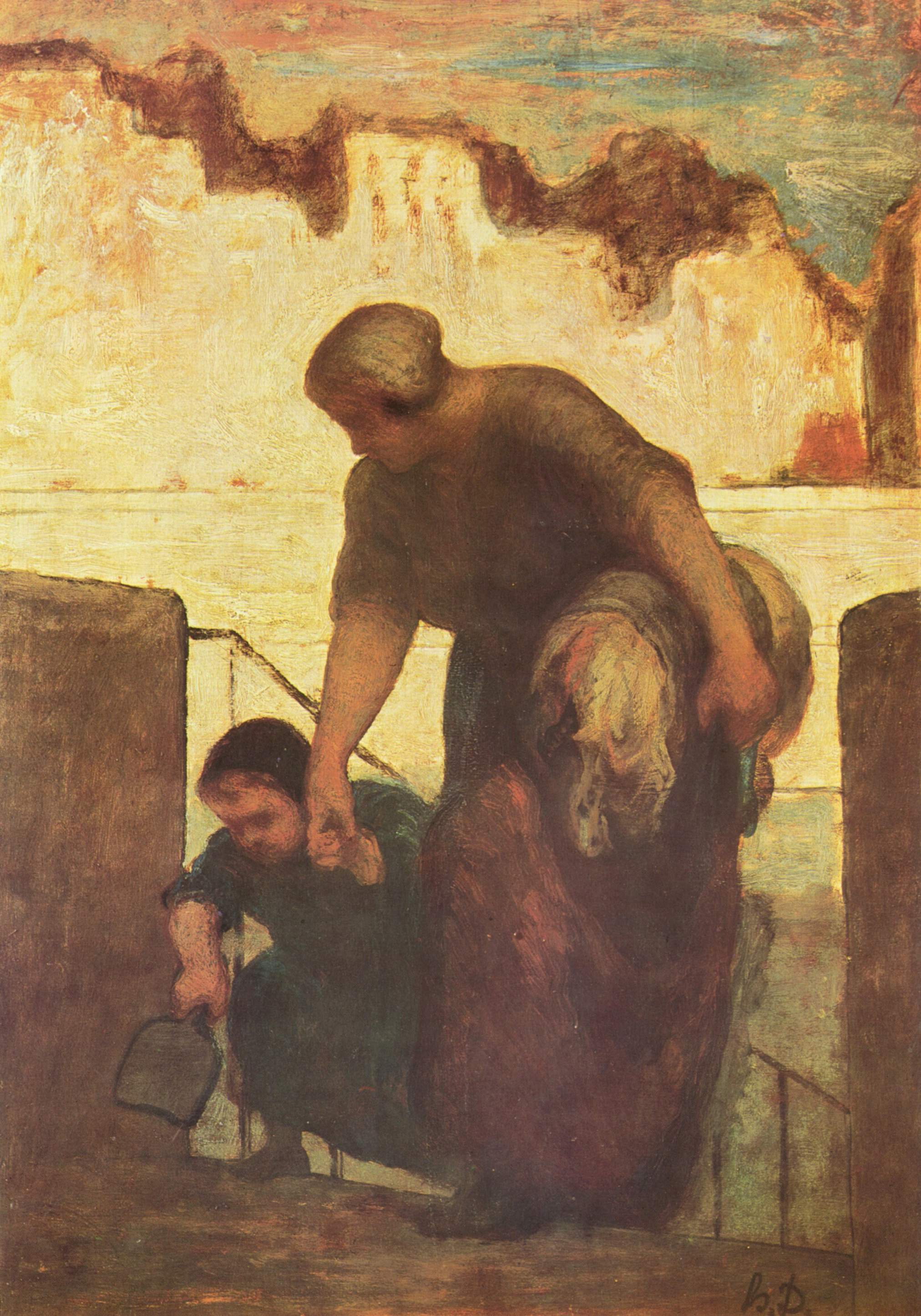
Remonter du lavoir ou de la rivière, décrit par Daumier
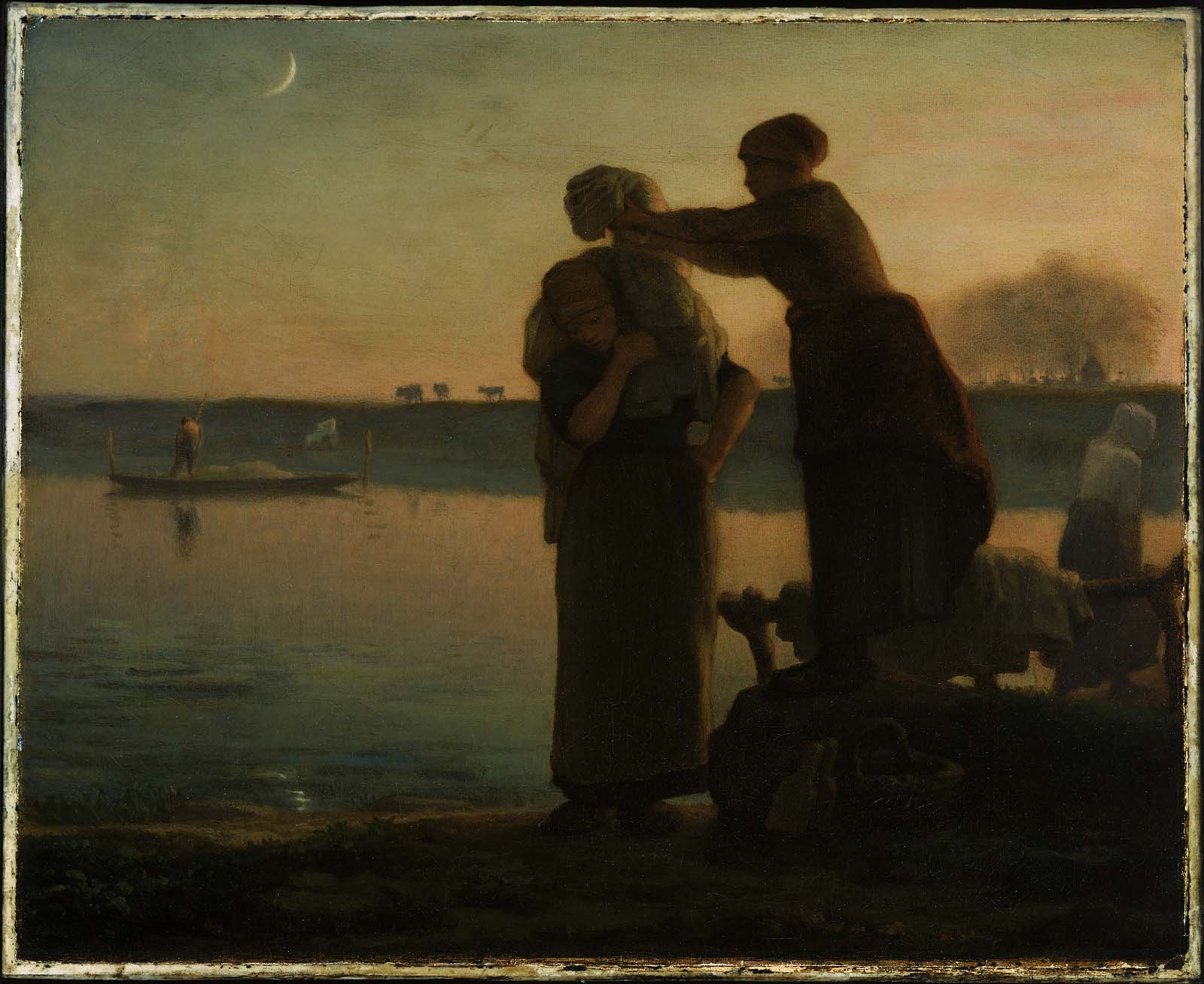
Lavandières, vers 1855 Jean-François Millet Musée des Beaux-Arts (Boston)
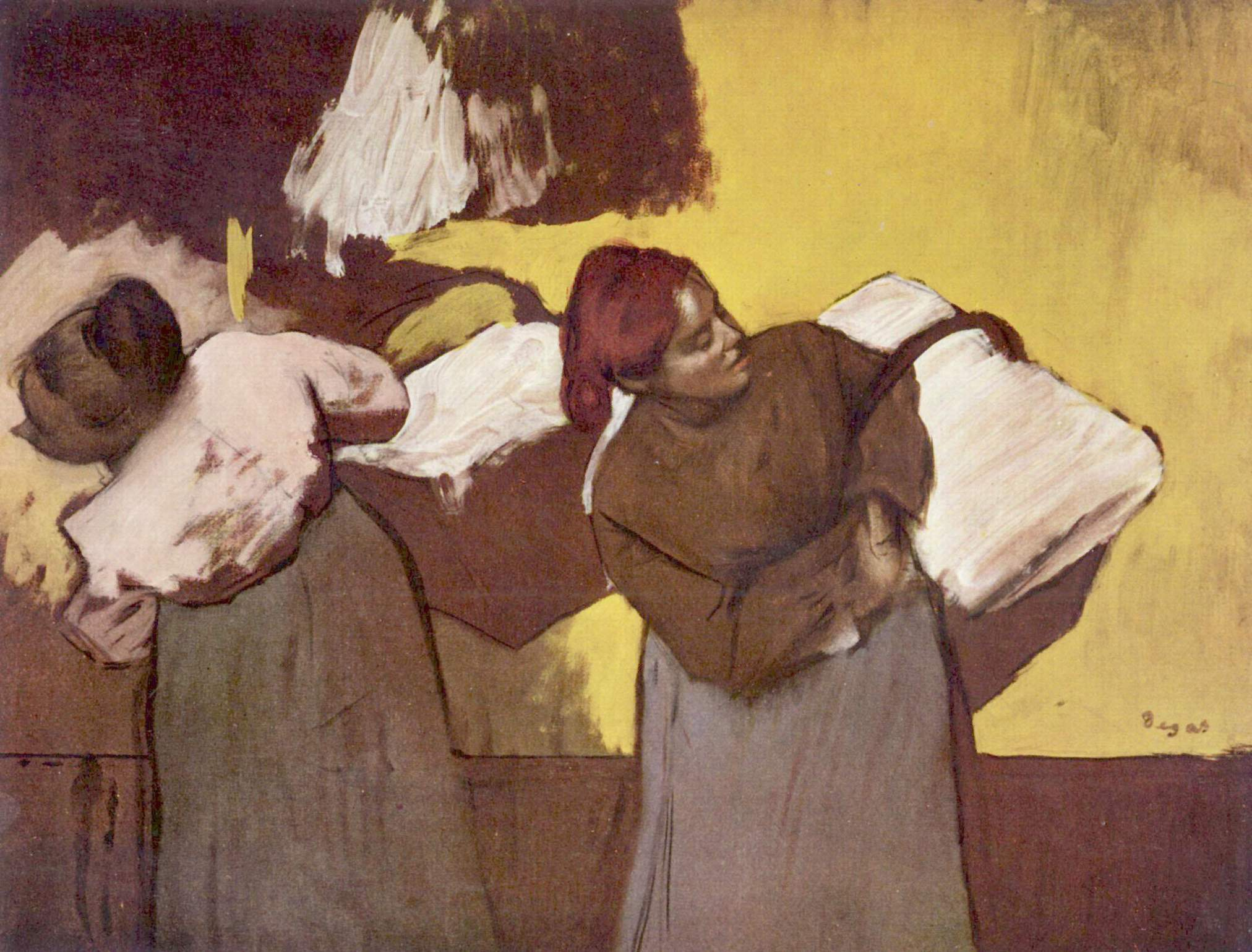
Après avoir porté seaux d'eau et baquets, il fallait livrer le linge propre au client, Lavandières peintes par Degas, carton, 46 x 61, collection H. J. Sachs, New York
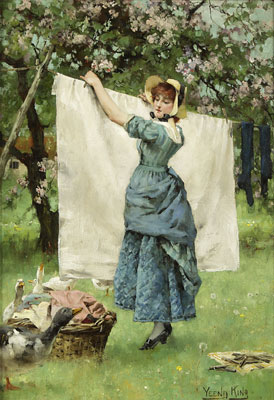
Étendre le linge pour le faire sécher. tableau Les Oies curieuses par Henry John Yeend King)
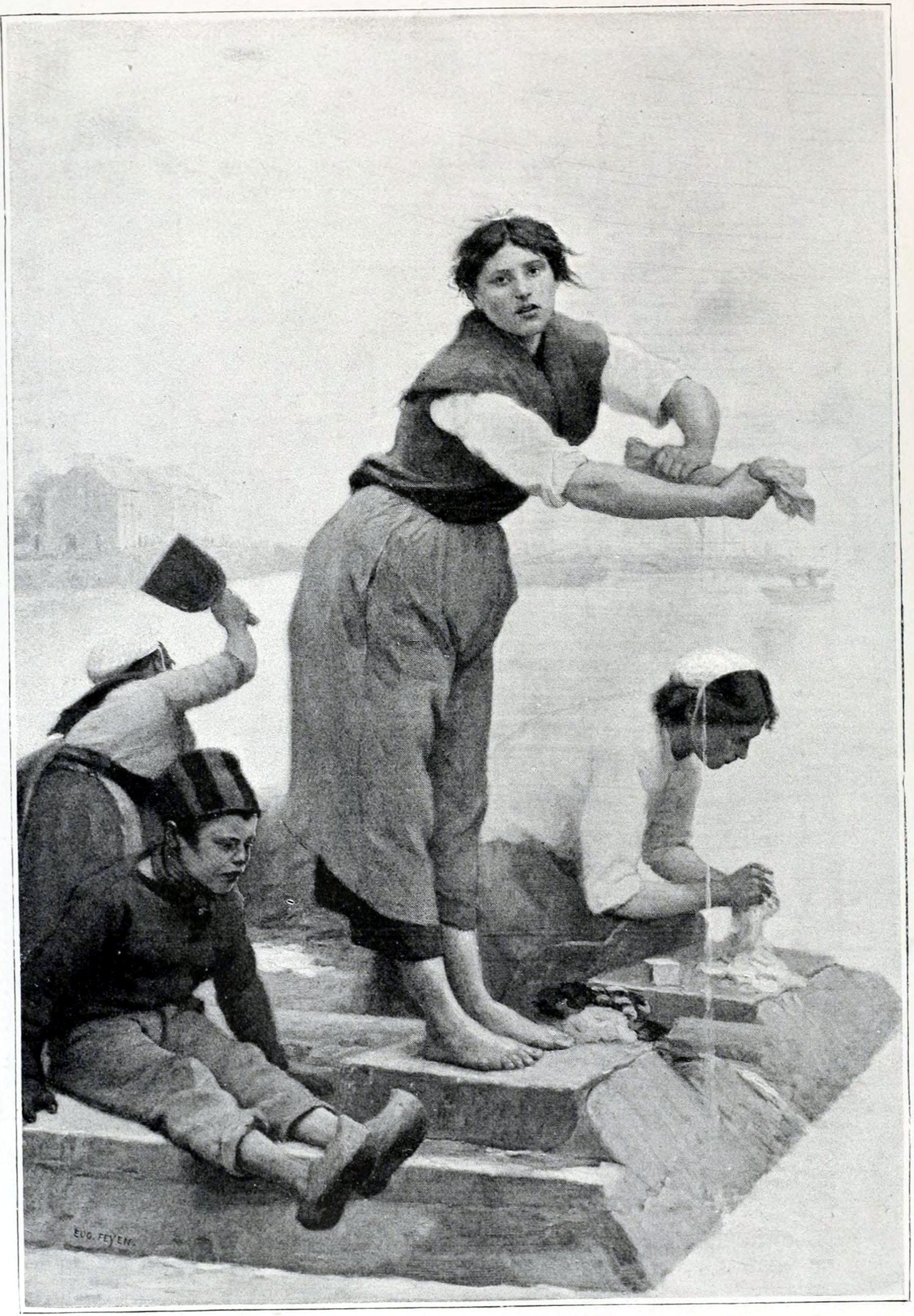
Le Lavoir de la Houle par Jacques-Eugène Feyen
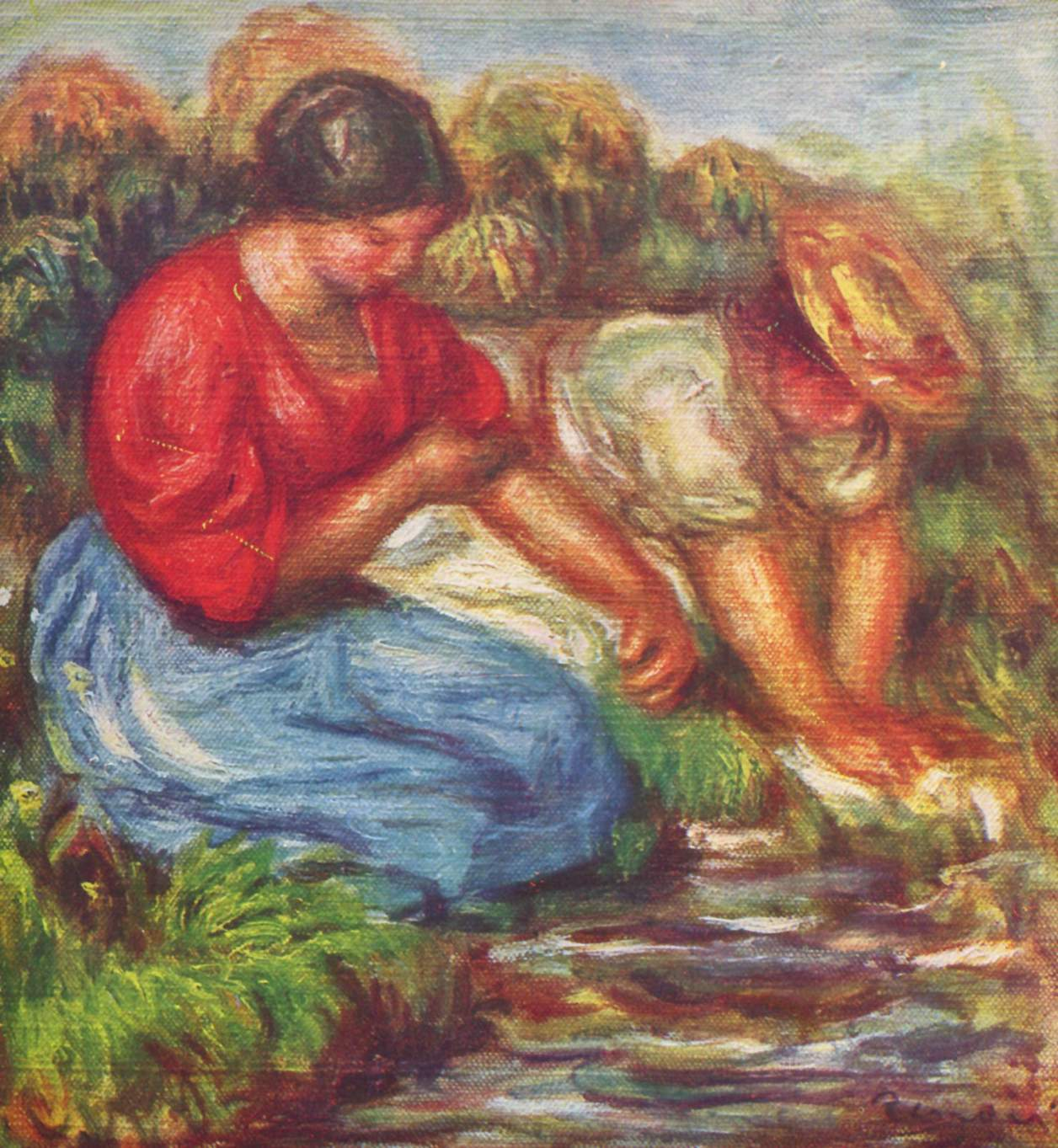
Lavandières, par Renoir
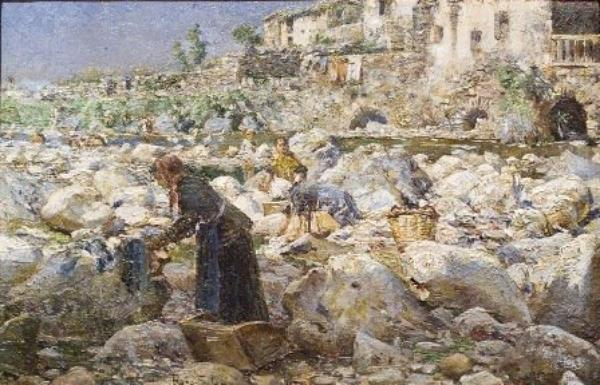
Lavandières, par Joan Roig Soler
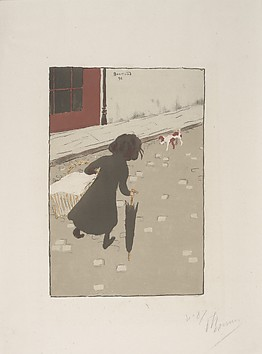
La Petite Blanchisseuse, par Pierre Bonnard
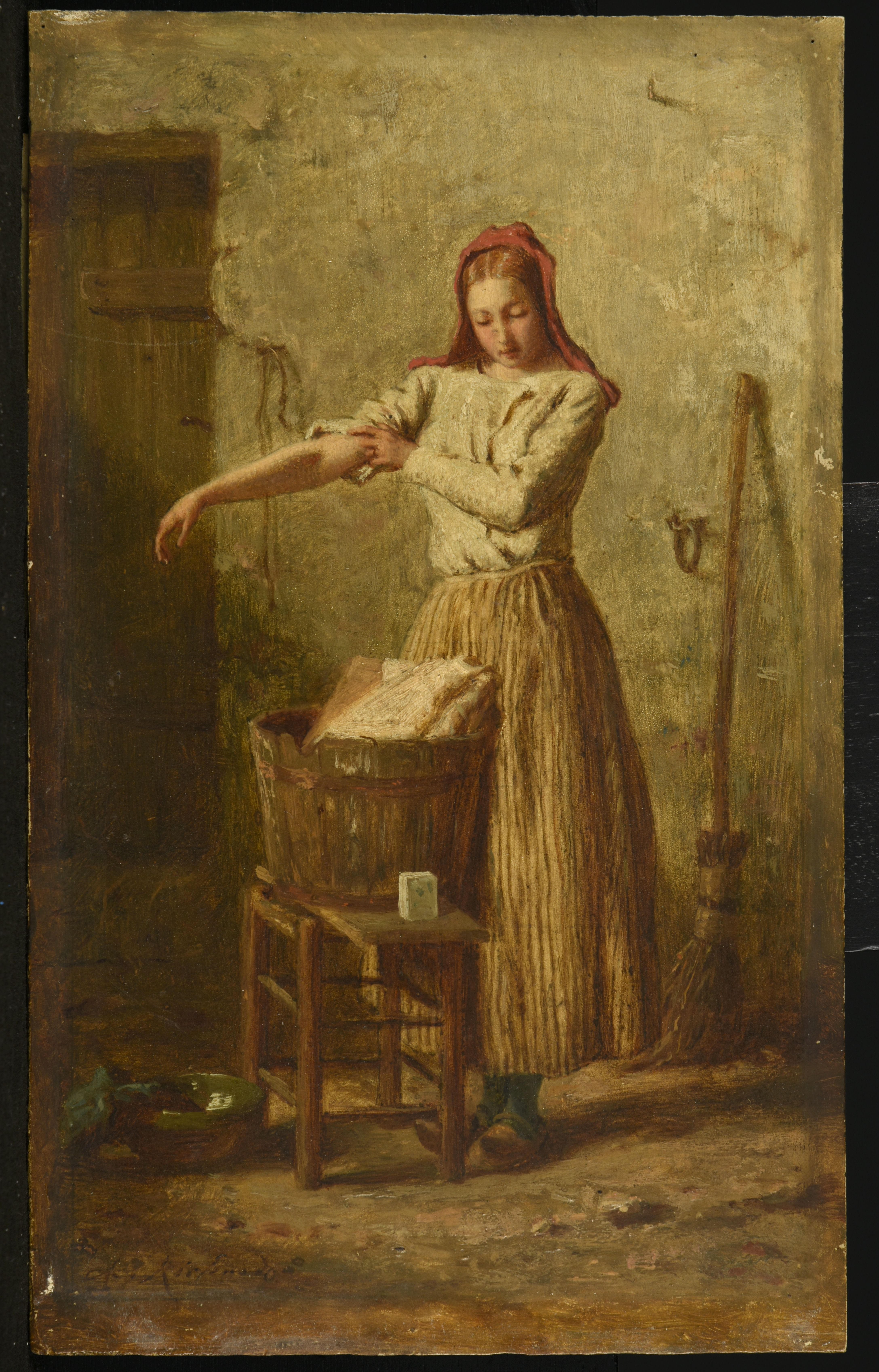
Blanchisseuse, par Antoine Richard, Musée des Beaux-Arts de Reims

- Tableau de la blanchisseuse de Chardin, musée de l'Ermitage de Saint-Pétersbourg, image ci-dessus.
- Gervaise Macquard, héroïne de L'Assommoir d'Émile Zola, est lavandière. Au milieu du roman, elle détient sa propre boutique. En grande partie à cause de l'alcool, elle perd sa boutique, et finit blanchisseuse voire simple laveuse, n'étant plus capable de repasser correctement.

Les Blanchisseuses de Daumier et leurs fardeaux
Habitant le quai de l'Ile Saint-Louis, de son atelier sur le quai d'Anjou il observe des blanchisseuses revenant de bateaux de blanchisserie amarrés sur la Seine. Observant ce travail acharné des lavandières avec leur lourde charge de lessive, Daumier exécuta une série d'œuvres sur ce thème.
Ces blanchisseuses épuisées de Daumier, figures anonymes de la misère, affichent les mêmes gestes lents, les mêmes formes courbées, le même poids et la même compacité que les glaneuses de Millet.

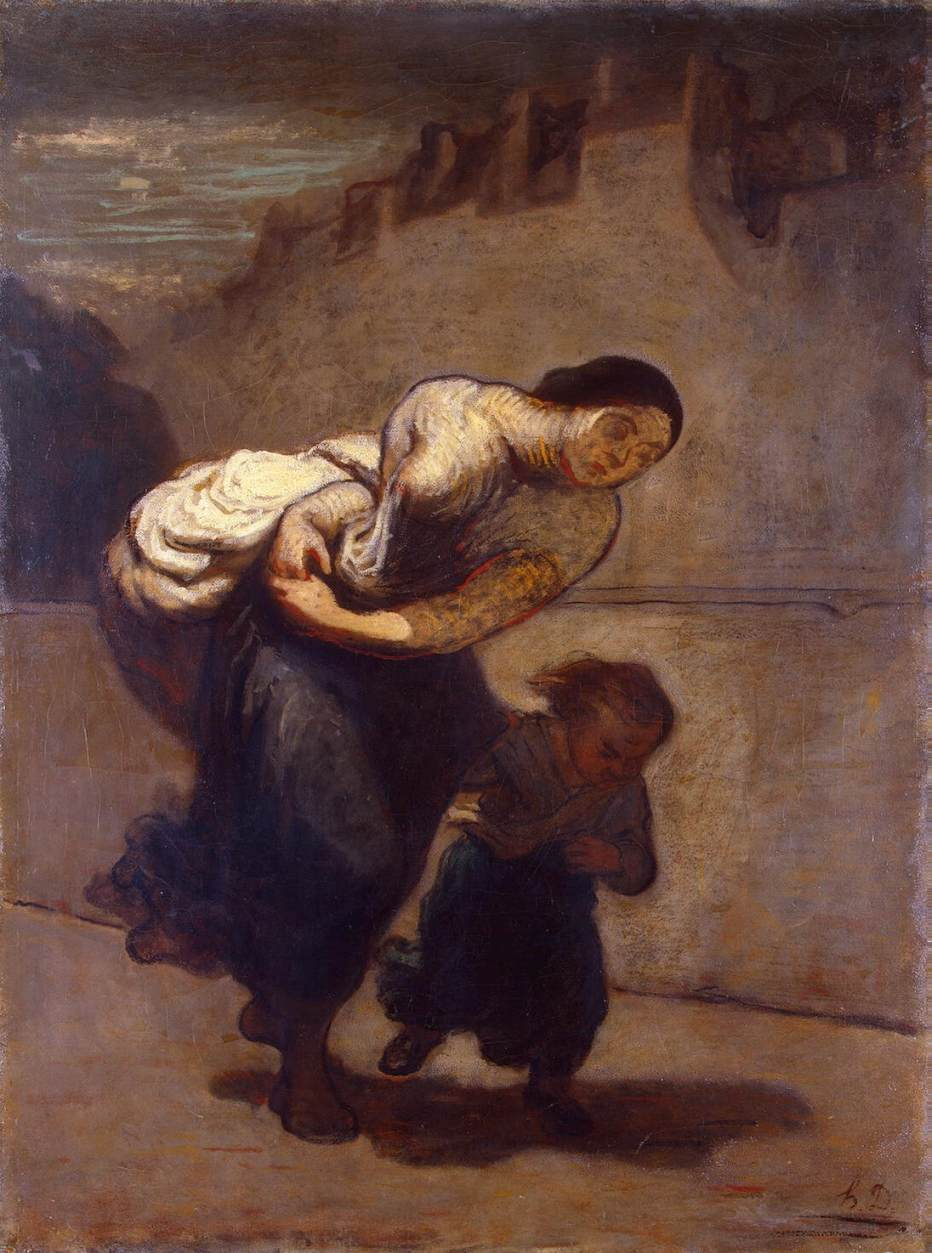
Le Fardeau (La Blanchisseuse), 1850–1853 Musée de l'Ermitage, Saint-Pétersbourg
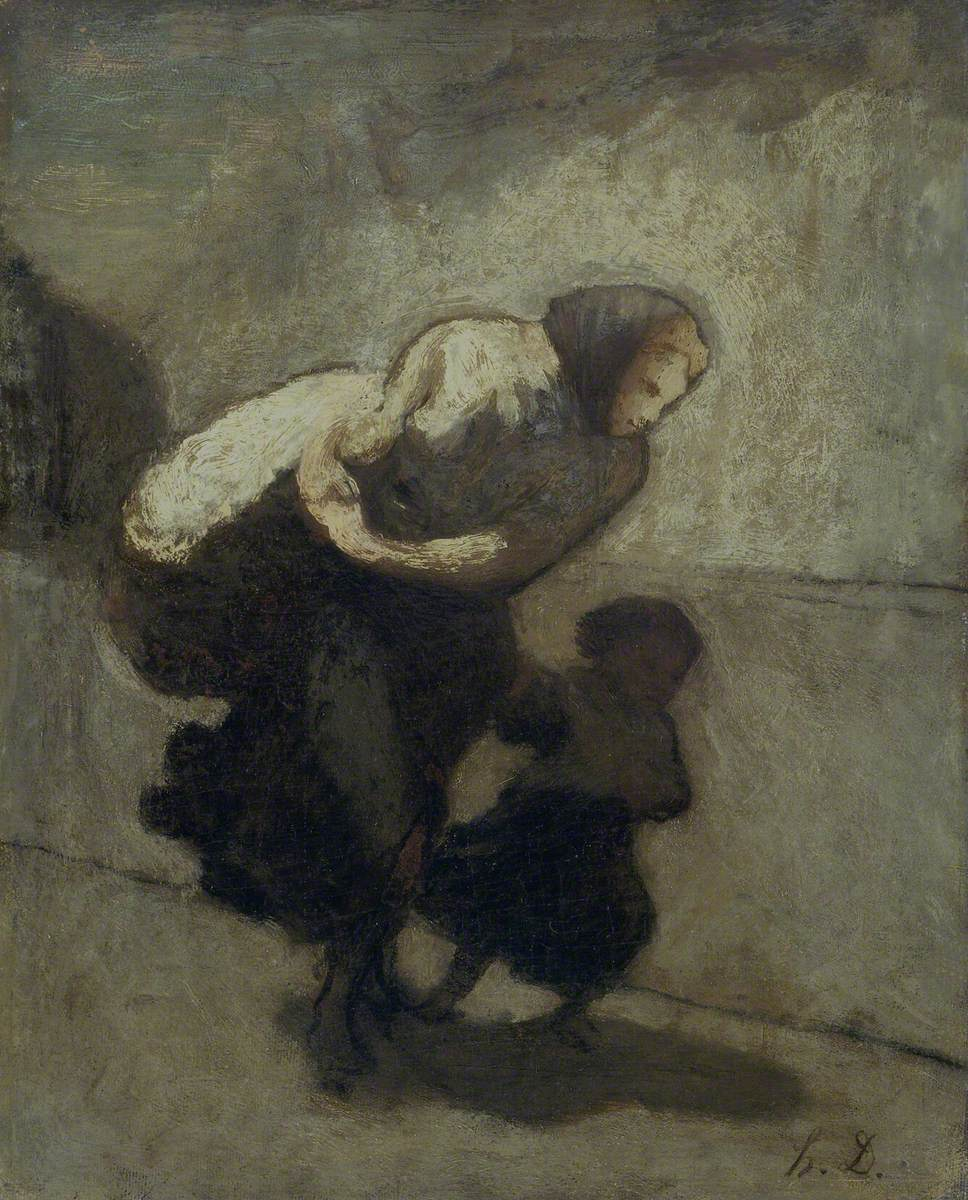
Le Lourd fardeau, 1850–1860 Musée national de Cardiff
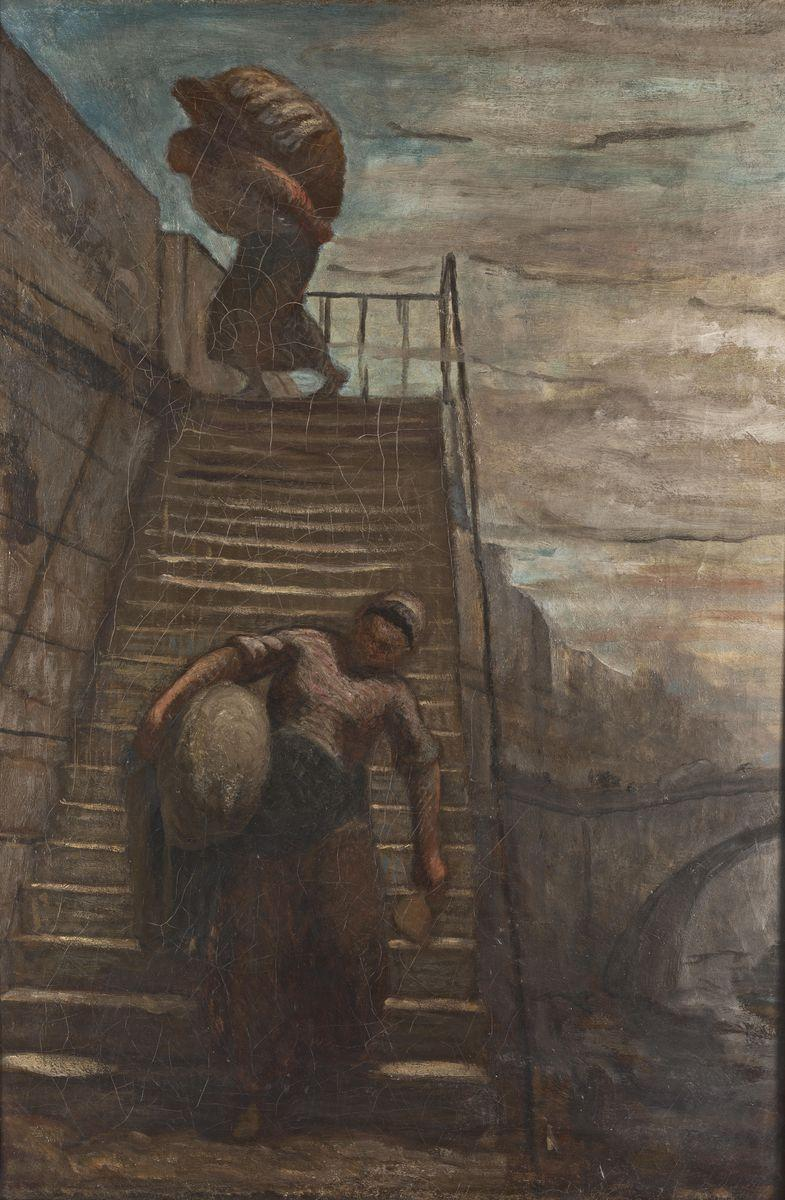
La Blanchisseuse sur les marches, 1860-1862 Musée Pouchkine, Moscou
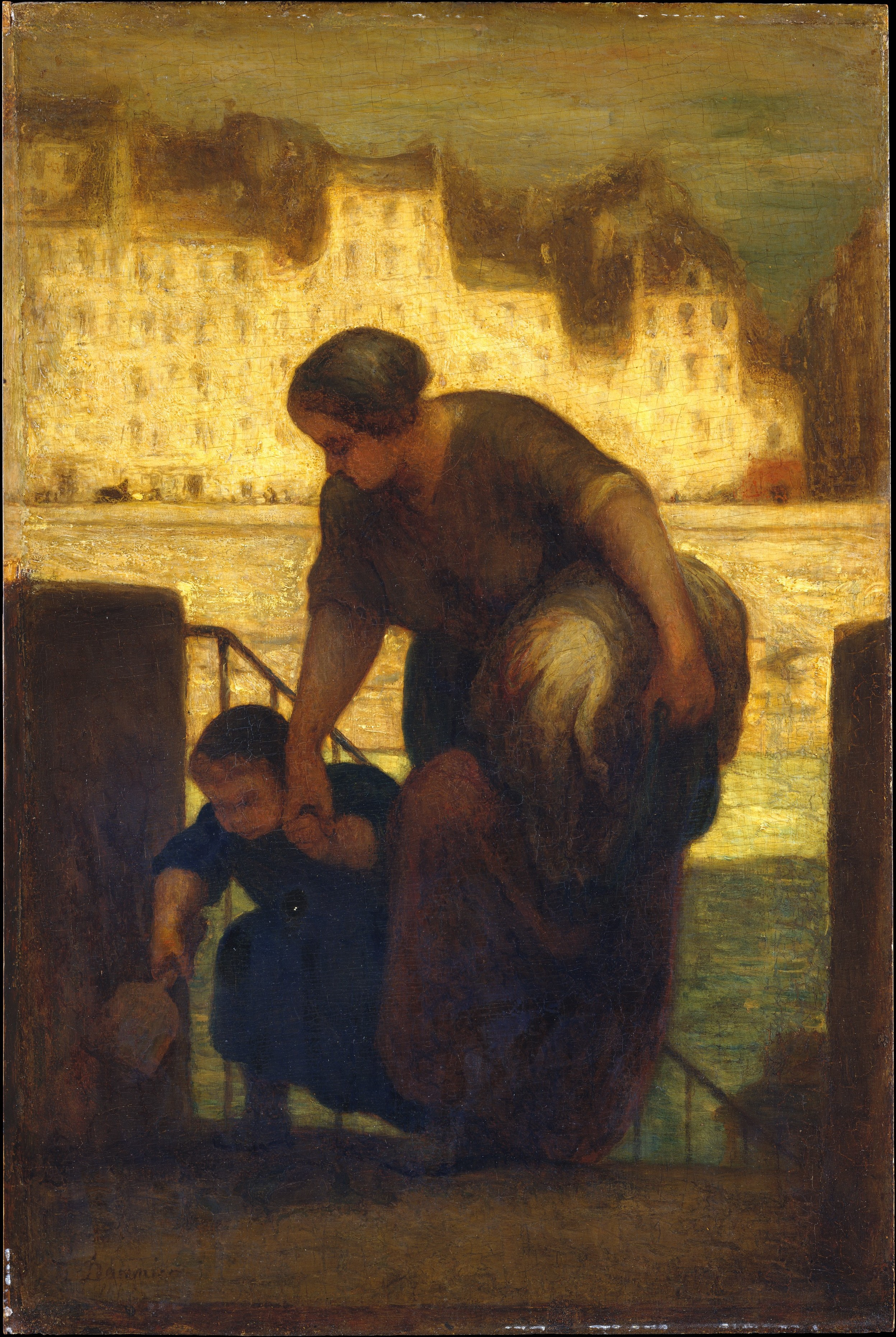
La Blanchisseuse, 1863 ?Metropolitan Museum, New York

Les Lavandières de la Touques par Eugène Boudin
Eugène Boudin a peint une centaine de petits tableaux représentant ces femmes occupées à faire la lessive dans la Touques, entre Deauville et Trouville. Elles sont représentées agenouillées sur le sable près du quai, à marée basse, avec des bateaux de pêche échoués à proximité. Il montre rarement ces femmes se tournant vers l'autre et bavardant ; au lieu de cela, elles sont vus de dos, le dos courbé, concentrés sur leur tâche.

Lavandières sur la Touques
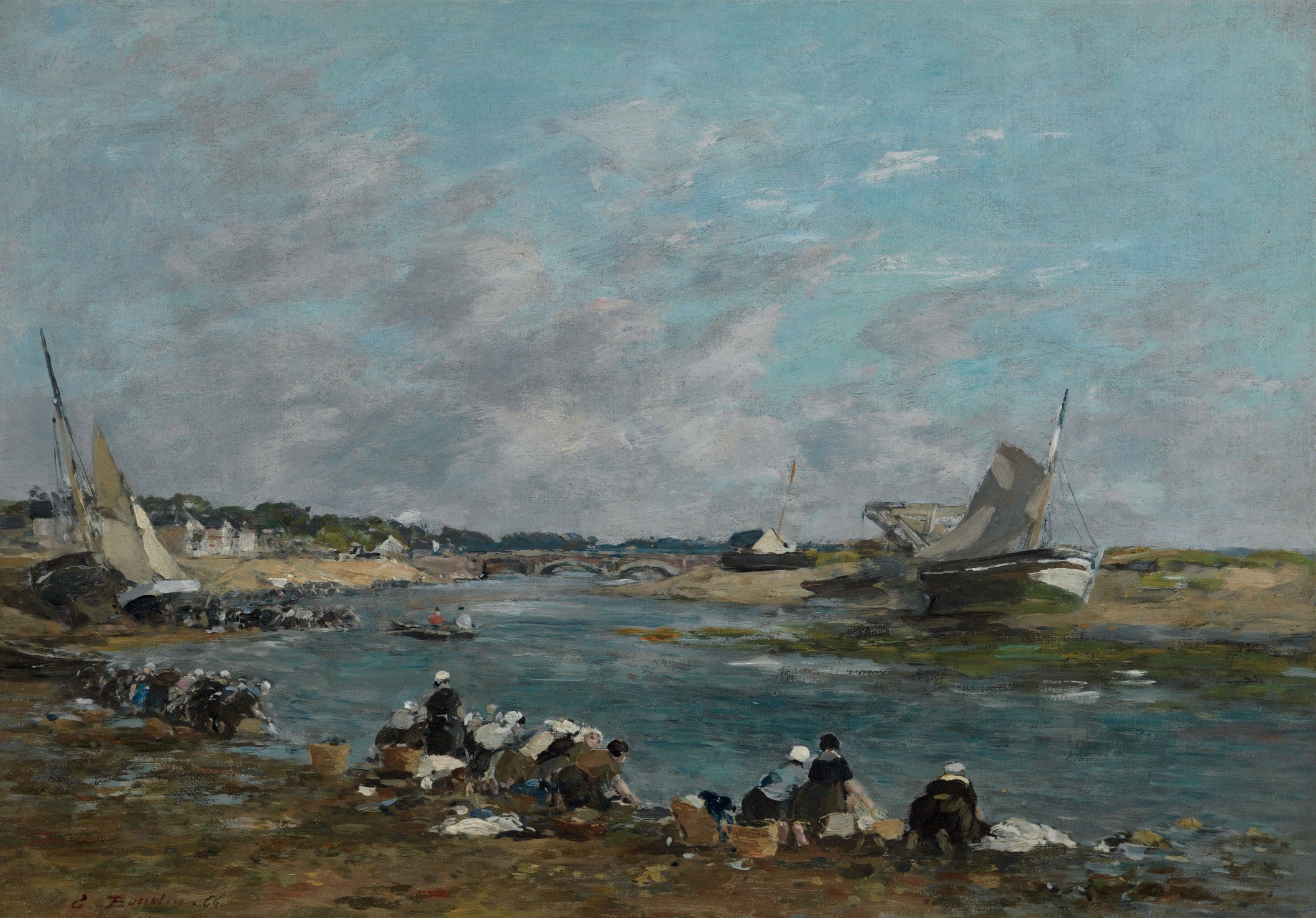
Lavandières sur un des bras de la Touques, 1866 Collection privée, Vente 2010
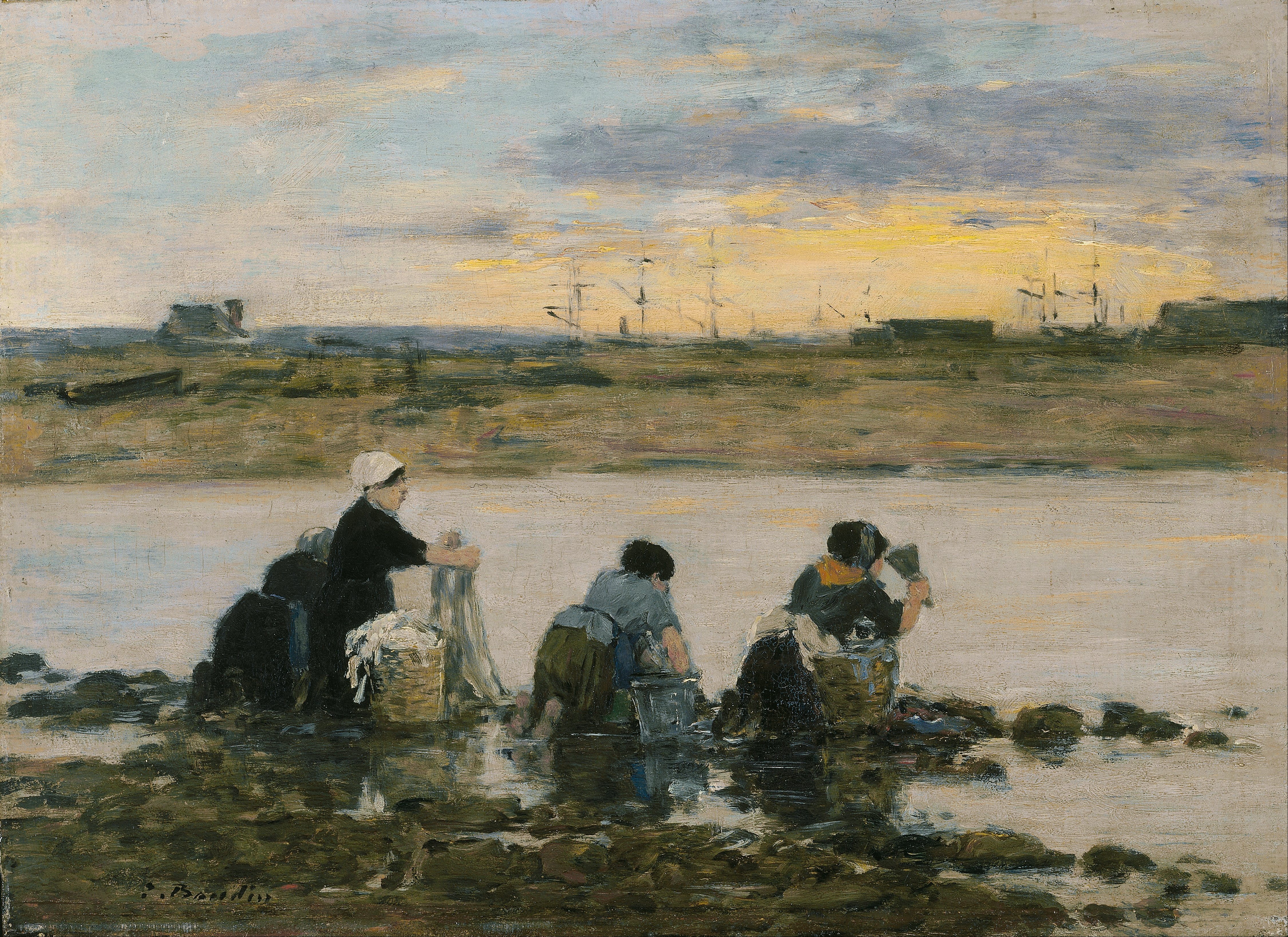
Lavandières au bord d'une rivière, 1880-1885 Musée d'Israël, Jérusalem
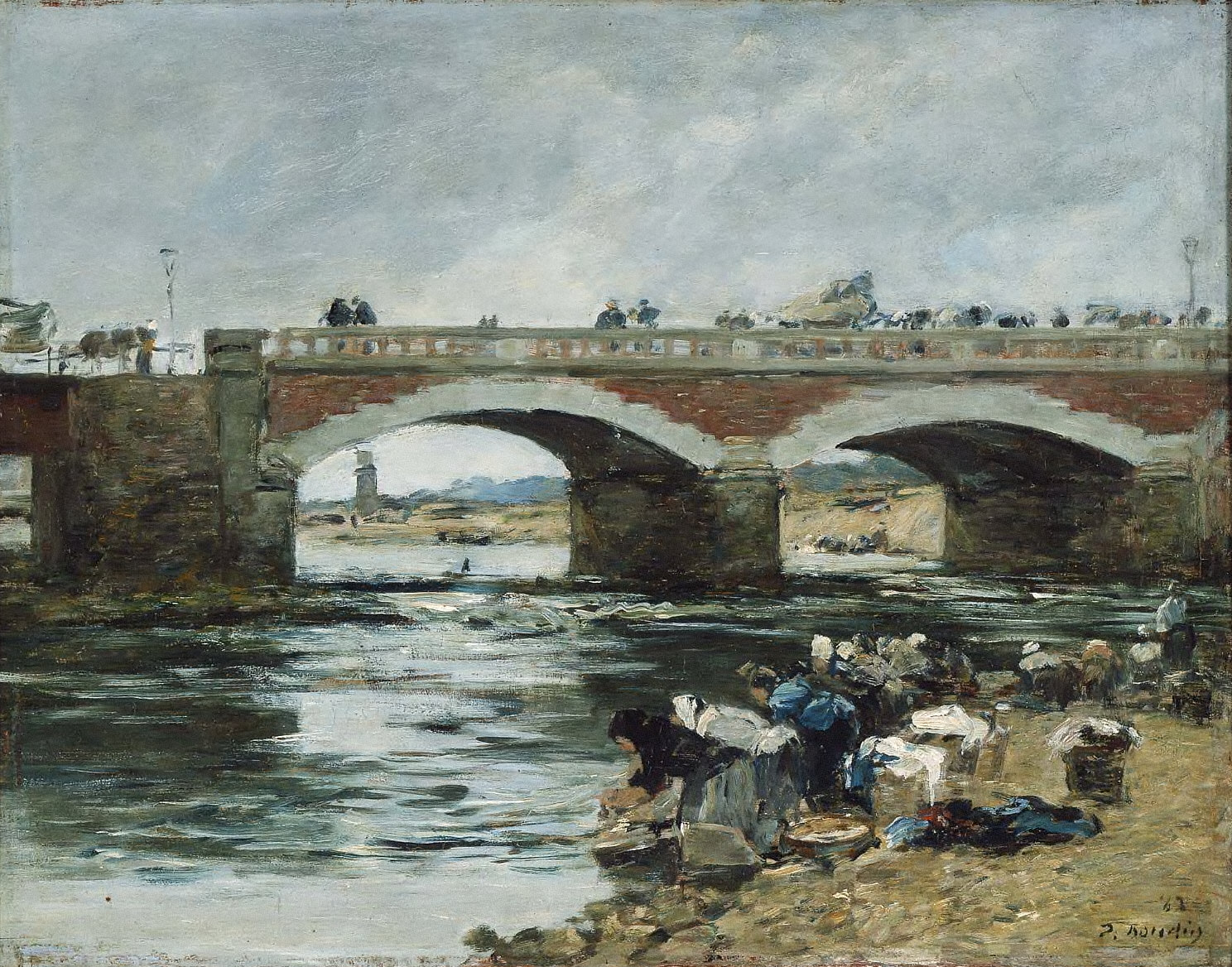
Lavandières près d'un pont, 1883 Musée des Beaux-Arts (Boston)
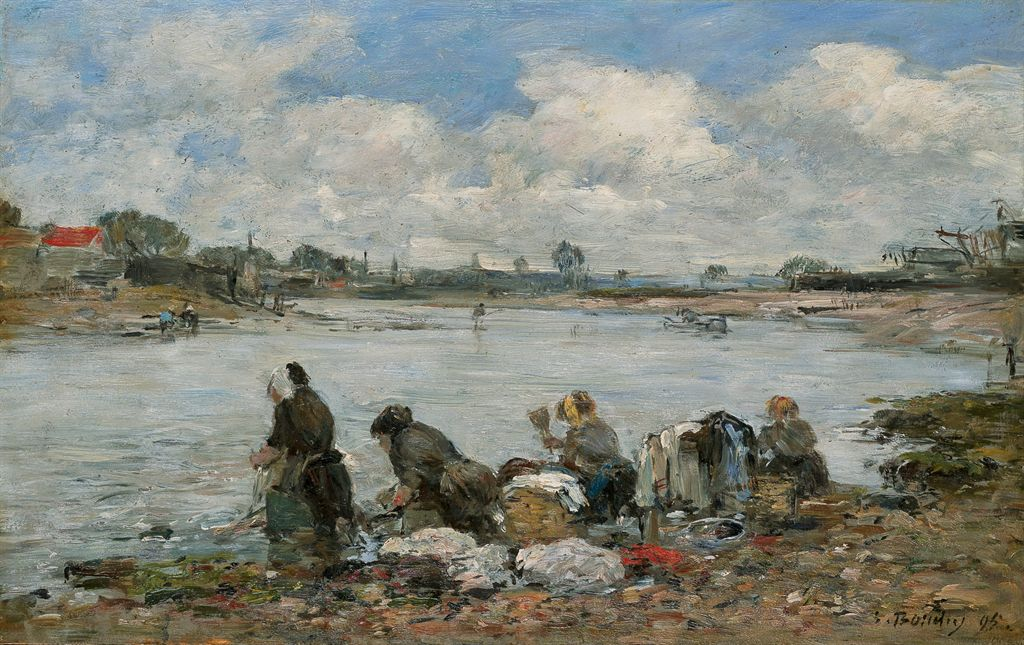
Lavandières au bord de la Touques, 1885 Collection privée, Vente 2010
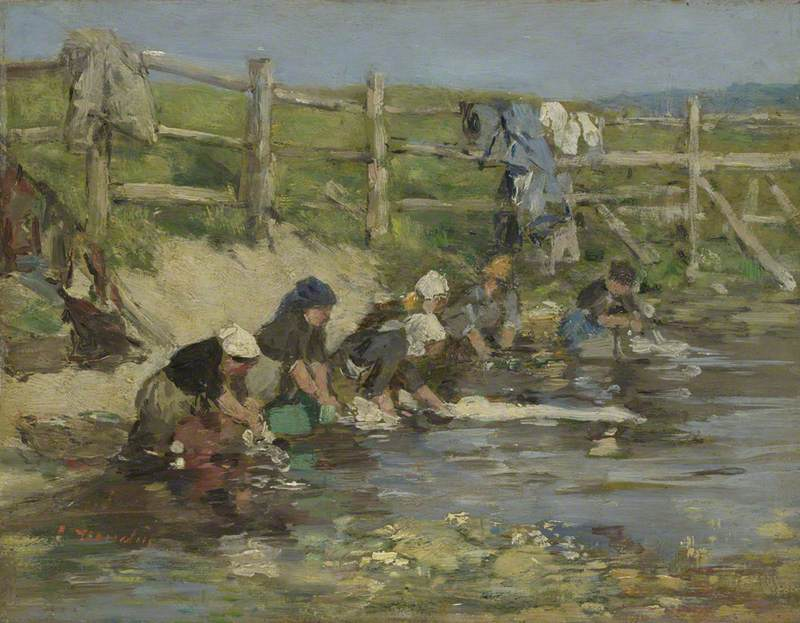
Lavandières près d'un ruisseau, 1885 Londres, National Gallery
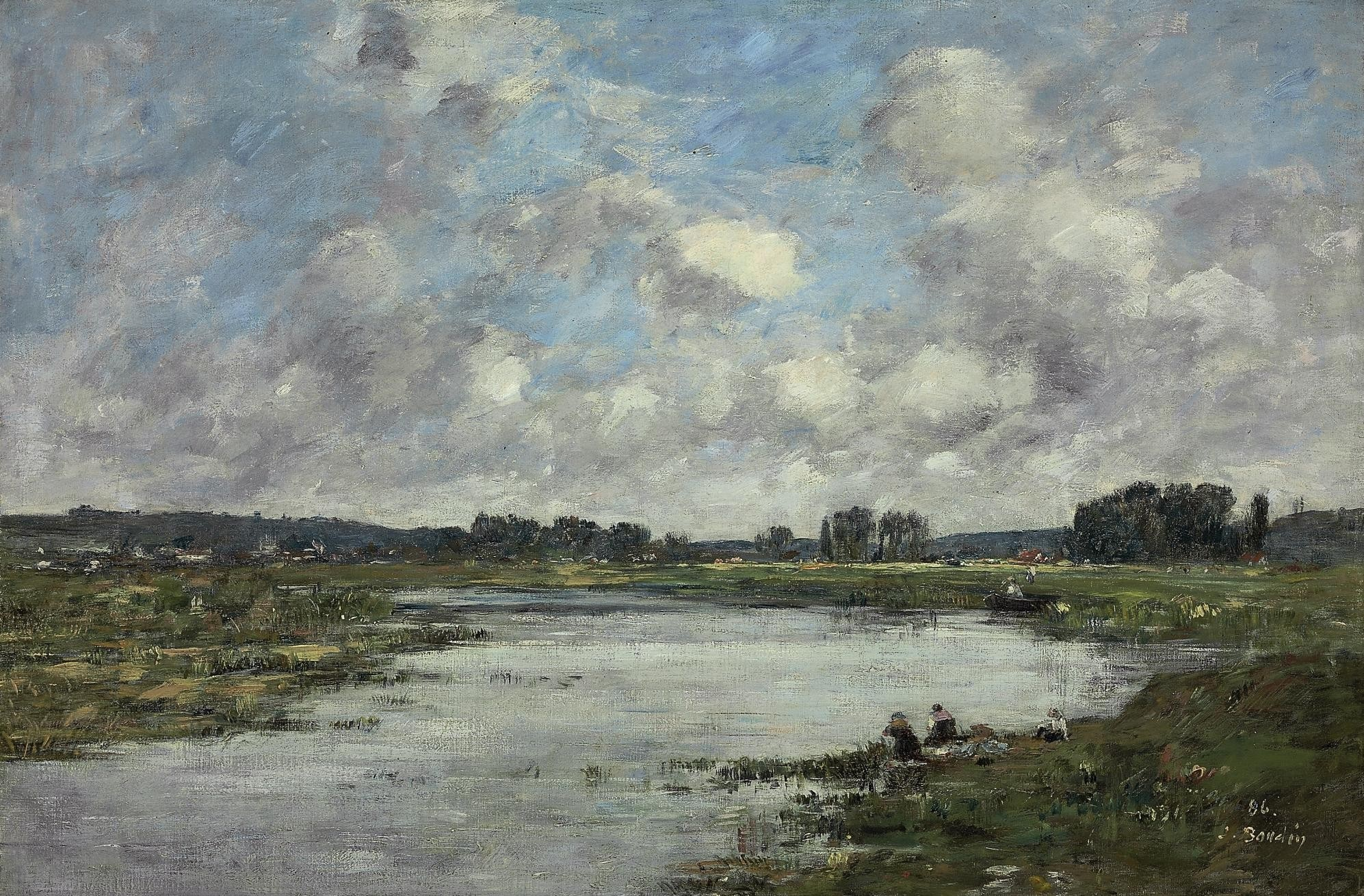
Lavandières au bord de la Touques, 1886 Collection privée, Vente 2017